# الدنمارك
الدَنْمَارِك أو الدَّنِمَرك أو الدَانِمَارِك أو الدَانِمَرْك (بالدنماركية: Danmark) هي دولة نوردية تقع في شمال أوروبا، والمعروفة أيضًا باسم مملكة الدنمارك (بالدنماركية: Kongeriget Danmark)، وهي دولة موحيدة دستوريًا تضم الأقاليم المستقلة لجزر فارو وغرينلاند في شمال المحيط الأطلسي، وهي من الدول الإسكندنافية. تقع جنوب غرب السويد وجنوب النرويج وتحدها من الجنوب ألمانيا. كما تطل الدانمارك على كل من بحر البلطيق وبحر الشمال. تتكون البلاد من شبه جزيرة كبيرة، جوتلاند (يوتلاند) والعديد من الجزر وأبرزها جزيرة زيلاند وفون وفندسيسل تي (تعتبر عادة جزءا من يوتلاند) ولولاند وفالستر وبورنهولم وكذلك مئات الجزر الصغيرة التي غالباً ما يشار لها بالأرخبيل الدنماركي. سيطرت الدانمارك منذ فترة طويلة على مدخل بحر البلطيق. قبل حفر قناة كييل كان الممر المائي لبحر البلطيق عبر قنوات ثلاث معروفة باسم المضائق الدانماركية.
يحكم الدانمارك نظام ملكي دستوري برلماني. تمتلك الدانمارك حكومة على مستوى الدولة وحكومات محلية في 98 بلدية. هي عضو في الاتحاد الأوروبي منذ عام 1973 على الرغم من أنها لم تنضم إلى منطقة اليورو. الدانمارك هي عضو مؤسس في حلف شمال الأطلسي ومنظمة التعاون والتنمية الاقتصادية. الدانمارك أيضاً عضو في منظمة الأمن والتعاون في أوروبا.
يوجد في الدانمارك اقتصاد سوق مختلط رأسمالي ودولة خدمات اجتماعية كبيرة وتصنف من بين أعلى البلدان من حيث مستوى الدخل. للدانمارك أفضل مناخ للأعمال في العالم وفقاً لمجلة فوربس. بين 2006-2008 وضعت الدراسات الاستقصائية البلاد في المرتبة الأولى على أنها «أسعد مكان في العالم» استناداً إلى معايير الصحة والرعاية الاجتماعية والتعليم. مؤشر السلام العالمي لعام 2009 يضع الدنمارك في المرتبة الثانية بعد نيوزيلندا كأكثر البلدان سلماً. في عام 2009 أيضاً صنفت الدنمارك واحدة من الدول الأقل فساداً في العالم وفقاً لمؤشر الفساد لتحتل المرتبة الثانية فقط بعد نيوزيلندا.
اللغة الوطنية هي الدانماركية وترتبط ارتباطاً وثيقاً بالسويدية والنرويجية، وتشترك مع البلدين بعلاقات قوية ثقافية وتاريخية. يتبع 82 ٪ من سكان الدنمارك و 90.3٪ من العرقية الدنماركية الكنيسة اللوثرية الوطنية. اعتبارا من عام 2010 وصل تعداد المهاجرين وأبناء المهاجرين في البلاد 548,000 نسمة (9.9 ٪ من سكان الدنمارك). معظم المهاجرين (54%) أصولهم إسكندنافية أو من مكان آخر في أوروبا في حين أن الباقي أساساً من الشرق الأوسط والدول الأفريقية.

## أصل التسمية
إن أصل كلمة دانمارك وخاصة العلاقة بين الدانماركيين والدانمارك وتوحيد الدانمارك في مملكة واحدة موضوع الذي يجذب بعض الجدل. يتركز النقاش في المقام الأول حول البادئة «دان» Dan وعما إذا كانت تشير إلى Dani أو شخص تاريخي اسمه Dan وأيضاً حول معنى اللحقة mark-. مما يزيد من تعقيد المسألة وجود إشارات إلى العديد من الشعوب التي عرفت باسم Dani في الدول الإسكندنافية أو أماكن أخرى في أوروبا في سجلات الثقافتين اليونانية والرومانية (مثل بطليموس ويوردانس وغريغوري من تور) فضلاً عن بعض مؤلفات القرون الوسطى (مثل آدم البريمني وبيولف وويدسيث وإيدا الشعرية).
تشتق معظم الكتب  الجزء الأول من الكلمة واسم الشعب من كلمة تعني «الأرض المنبسطة» ومرتبطة بالألمانية Tenne «بيدر» أو الإنجليزية den «كهف» أو السنسكريتية dhánuṣ - धनुस् «صحراء»). يعتقد أن اللاحقة mark- تعني غابة أو أرضاً حدودية مع إشارة محتملة إلى الغابات على الحدود جنوب شليزفيغ،  ربما مماثلة لفنمارك وتيليمارك أو ديتامارشن.
في اللغة الإسكندنافية القديمة كانت الأرض تدعى Danmǫrk.

### التفسيرات الأسطورية
يعود أقدم وصف للدانمارك كمنطقة إلى كرونيكون ليثرينس في القرن الثاني عشر وسفيند آغيسين في أواخر القرن ذاته وساكسو غراماتيكوس في أوائل القرن الثالث عشر وقصة إيريك في منتصف القرن الخامس عشر. هناك مع ذلك العديد من الحوليات الدانماركية التي تحتوي على تفاصيل أخرى مختلفة وحكايات مشابهة في أنواع أخرى وأسماء أخرى أو اختلافات في الهجاء.
تروي كرونيكون ليثرينس أنه عندما ذهب الإمبراطور الروماني أغسطس لقتال الدانمارك في عهد داود،  كانت الدانمارك حينها من سبعة أقاليم هي يوتلاند وفين وزيلاند ومون وفالستر ولولاند وسكين واللواتي حكمها الملك يبير من أوبسالا. كان للملك ثلاثة أبناء نوري ودان وأوستن. أرسل دان ليحكم زيلاند وفالستر ومون ولولاند والتي عرفت بمجملها باسم فيديسليف. عندما كان اليوت في حرب مع الإمبراطور أغسطس طلب عون دان. بعد انتصارهم، جعلوا منه ملكاً على يولاند وفين وفيديسليف وسكين. قرر المجلس دعوة هذه الأرض الجديدة المتحدة دنمارك (Dania) تيمناً بملكهم الجديد دان. يشير ساكسو إلى أن الملك الأسطوري الدنماركي دان بن هومبلي هو الذي أعطى اسمه للشعب الدنماركي على الرغم من أنه لا ينص صراحة على أنه هو أيضاً أصل كلمة دنمارك. بل يقول أن إنجلترا في نهاية المطاف استمدت اسمها من شقيق دان انجل.

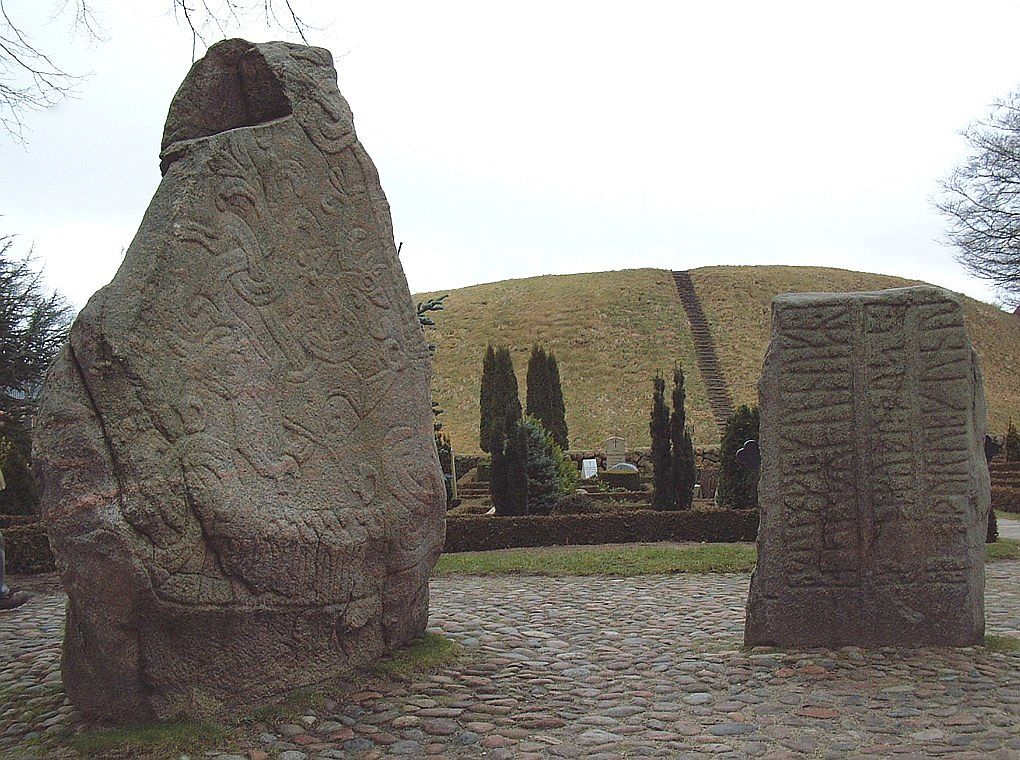
أحجار يلينغ. يشار إليها بشهادة ميلاد الدنمارك.

### الاستخدامات الأولى
أول ما ذكرت أرض تعرف باسم «الدنمارك» كانت في النسخة المعدلة والمترجمة للملك ألفريد العظيم إلى الإنجليزية العتيقة عن مؤلفات بولوس أوريوس «سبعة كتب من التاريخ ضد الوثنيين» والتي كتبها ألفريد عندما كان ملكاً على ويسيكس في السنوات 871-899. في مقدمة للكتاب كتبها ألفرد نقرأ عن أسفار أوتير من هالوغالاند في مناطق الشمال حيث كانت الدنمارك "Denamearc" على جانب البر... وبعد ذلك لمدة يومين على (جانب البر) الجزر التي تنتمي إلى الدنمارك.
سجل أول استخدام لكلمة «دنمارك» في الدنمارك نفسها في اثنتين من الحجارة في يلينغ والتي هي آثار يعتقد أن غورم القديم هو من أسسها (حوالي 955 م) وهارالد السن الأزرق (حوالي 965). كثيراً ما يستشهد بأكبر الحجرين أنه شهادة ميلاد الدنمارك، على الرغم من أن كليهما يستخدم لفظة «دنمارك» في شكل "tanmaurk" و (تلفظ [danmɒrk] بالدنمركية) على الحجر الكبير و"tanmarkar" (و تلفظ [danmarkaɽ] بالدنمركية) على الحجر الصغير. يسمى سكان الدنمارك هناك "tani" (و تلفظ [danɪ] بالدنمركية) أو «الدنماركيين».
في نشيد رولاند والتي يعتقد أنها كتبت بين 1040 و1115 يبرز أول ذكر للبطل الأسطوري الدنماركي هولغر دانسك، فهو ذكر عدة مرات بأنه «هولغر من الدنمارك».

## التاريخ

### ما قبل التاريخ
تعود أقدم الاكتشافات الأثرية في الدنمارك إلى فترة إيم بين الجليدية من 130,000-110,000 ق.م. سكن البشر الدنمارك منذ حوالي 12,500 قبل الميلاد، بينما توجد دلائل على النشاط الزراعي منذ 3900 قبل الميلاد. تميز العصر البرونزي الشمالي (1,800-600 قبل الميلاد) في الدنمارك بتلال الدفن والتي خلفت وفرة من الآثار بما في ذلك عربة الشمس واللور.

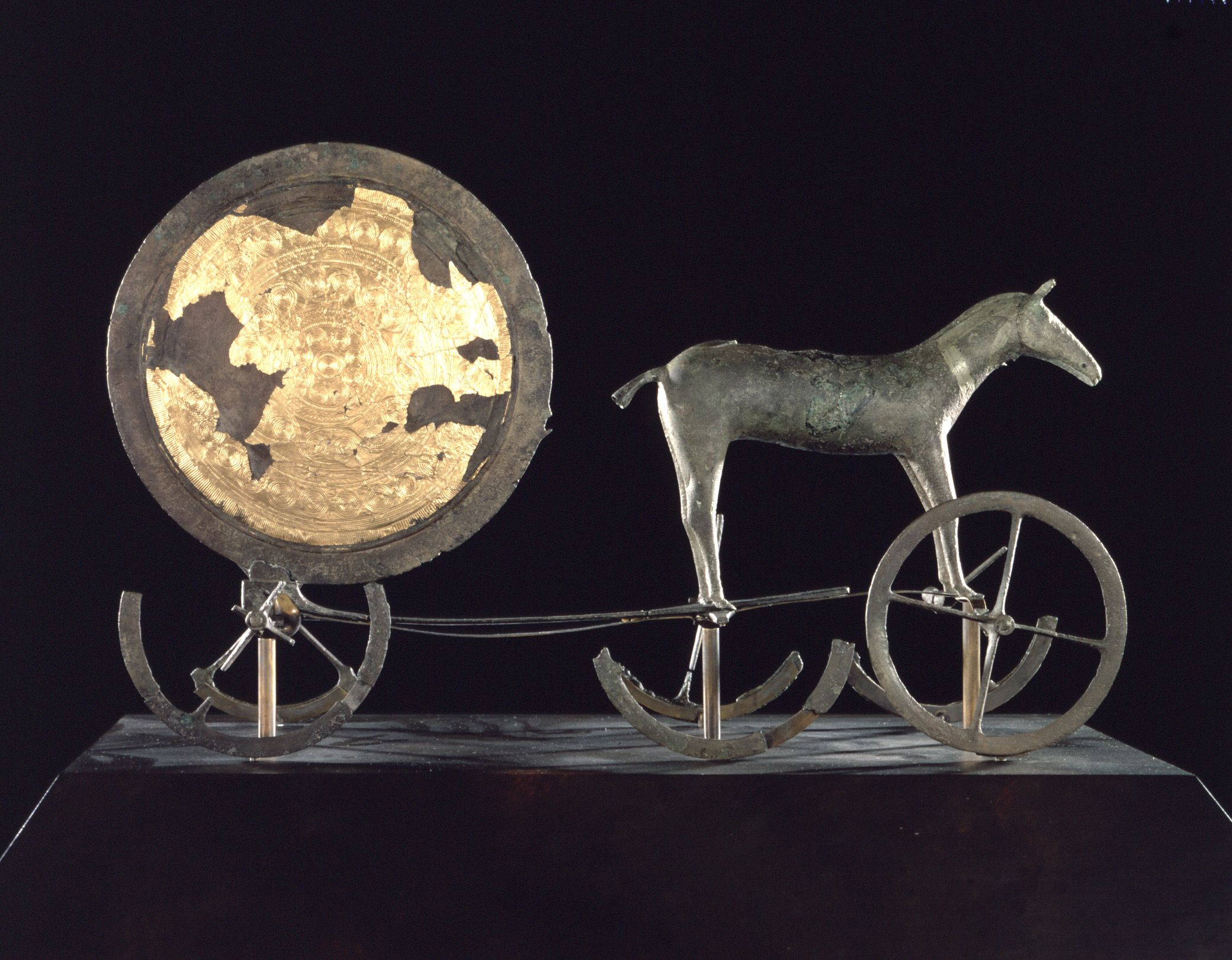
الجانب المذهب من عربة الشمس في تروندهولم

خلال العصر الحديدي ما قبل الروماني (500 قبل الميلاد - 1 م) بدأت الشعوب الأصلية بالهجرة نحو الجنوب  على الرغم من أن أول الدنماركيين وصلوا البلاد فيما بين ما قبل الرومان والعصر الحديدي الجرماني  أي في العصر الحديدي الروماني (100-400 م). حافظت المقاطعات الروماني على طرق التجارة والعلاقات مع القبائل المحلية في الدنمارك كما تم العثور على نقود رومانية في الدنمارك. توجد أدلة قوية على نفوذ سلتي تاريخي وتأثير ثقافي في هذه الفترة في الدنمارك وجزء كبير من أوروبا الغربية والشمالية من بين أمور أخرى تنعكس فيما عثر عليه في مرجل غونديستروب.
يعتقد المؤرخون أنه وقبل وصول أسلاف الدنمركيين الذين جاؤوا من الجزر الدنماركية في الشرق (زيلاند) وسكين وتحدثوا شكلاً مبكراً من الجرمانية الشمالية، فإن معظم يولاند وبعض الجزر سكنها شعب اليوت. دعي هؤلاء في وقت لاحق للجزر البريطانية كمرتزقة للملك البريتوني فورتيجرن ومنحهم الأراضي جنوب شرق كنت وجزيرة وايت من بين مناطق أخرى حيث استوطنوا. تم استيعابهم أو طردهم لاحقاً من قبل الغزو الأنجلوسكسوني للجزر البريطانية. بينما تم استيعاب السكان الباقين في يولاند مع الدنمركيين.
يعتقد أن ما ذكره المؤرخ يوردانس في مذكرة قصيرة  عن الدنماركيين في «غيتيكا» هو من بين أوائل ما كتب حولهم. بنى هؤلاء هياكل الدفاع دانفيرك على مراحل من القرن الثالث وما تلاه  ويعزى الحجم الكبير لجهود البناء في عام 737 لظهور ملك دنماركي. استخدمت الأبجدية الرونية لأول مرة في نفس المرحلة التاريخية وتأسست رايب أقدم مدينة في الدنمارك حوالي 700 م.

### عصر الفايكنغ

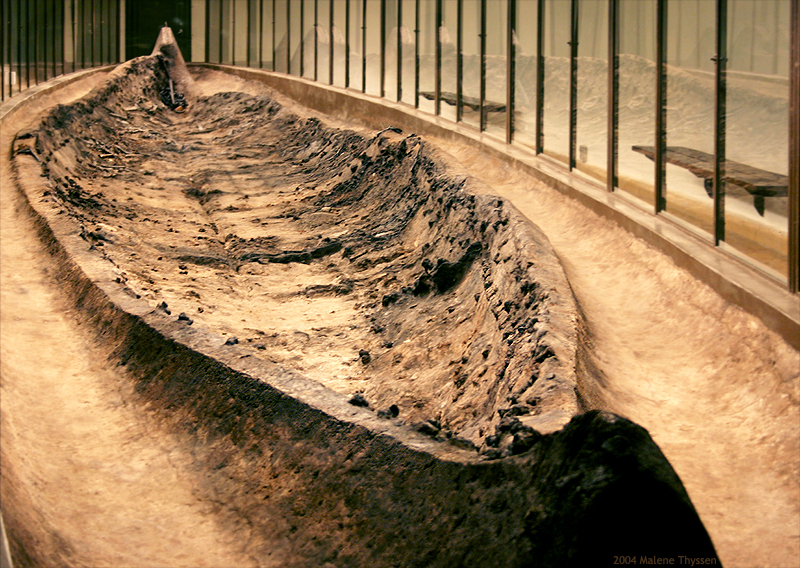
سفينة لادبي، أكبر سفنينة دفن الموتى تم العثور عليها في الدنمارك.

كان الشعب الدنمركي من بين الشعوب المعروفة باسم الفايكنج خلال القرنين 8 - 11. كان المستكشفون الفايكنغ أول من وصل واستقر في آيسلندا في القرن التاسع في طريقهم من جزر فارو. من هناك استوطنوا غرينلاند وفينلاند (ربما نيوفاوندلاند). نجح الفايكنغ في استغلال مهاراتهم الكبيرة في بناء السفن لغزو أجزاء من فرنسا والجزر البريطانية. لكنهم برعوا أيضاً في التجارة على طول السواحل والأنهار في أوروبا وأداروا طرق التجارة من غرينلاند في الشمال إلى القسطنطينية في الجنوب عبر الأنهار الروسية. نشط الفايكنج الدنماركيون في بريطانيا وإيرلندا وفرنسا وأغاروا واستوطنوا أجزاء من انكلترا (أقدم مستوطناتهم شملت المواقع في دينلو وإيرلندا ونورماندي).
في بداية القرن التاسع وصلت إمبراطورية شارلمان المسيحية إلى الحدود الجنوبية للدنمارك، وتزود المصادر الفرنجية (على سبيل المثال نوتكر من سانت غال) أقدم الأدلة التاريخية عن الدنمركيين. تبلغ هذه التقارير عن ملك يدعى غودفريد ظهر في هولشتاين ويمتلك أسطولاً بحرياً في 804 حيث أقام علاقات دبلوماسية مع الفرنجة. في عام 808 هاجم الملك غودفريد أبوتريت وفتح مدينة ريريك والتي استبدل سكانها أو نزحوا إلى هيديبي. في 809، فشل مبعوثو الملك شارلمان في التوصل إلى صلح مع الملك غودفريد، وهاجم الملك في العام التالي الفريزيين بمائتي سفينة.
تعود أقدم الأعمال الدفاعية المعروفة باسم دانيفيرك قرب هيدبي على الأقل إلى صيف 755 وبتحصينات كبيرة في القرن العاشر. يدل حجم وكمية القوات المطلوبة لإدارة تكل الحصون الدفاعية على وجود حاكم قوي جداً في المنطقة والذي قد يتكامل مع الرواية الفرنجية. في 815 ميلادي، هاجم الإمبراطور لويس الورع يولاند على ما يبدو دعماً لمنافس على العرش ربما كان هارالد كلاك، لكنه هزم من طرف أبناء غودفريد والذين يرجح أن يكونوا أبناء غودفريد المذكور سابقاً. في الوقت نفسه سافر القديس أنسغار إلى هيديبي وبدأ عملية تنصير السكان وتحويلهم إلى الكاثوليكية.

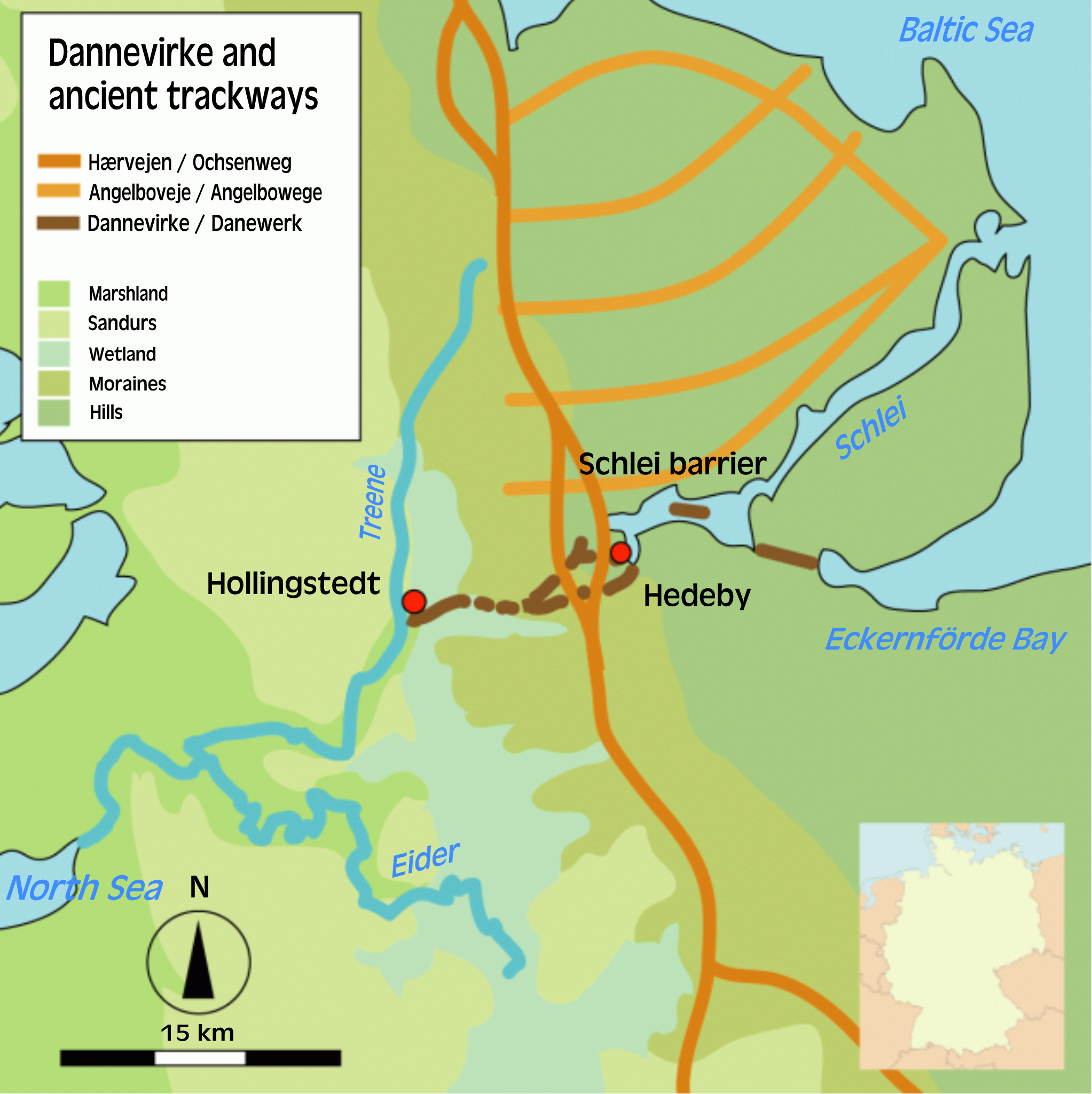
خريطة تظهر موقع دانيفيرك قرب هيدينبي.

تم توحيد الدنمركيين وتحولهم إلى الكاثوليكية رسمياً في 965 ميلادي من قبل هارالد بلاتاند وهي القصة المسجلة على أحجار يلينغ. لا يعرف مدى توسع مملكة هارالد الدنمركية، على الرغم من إمانية الاعتقاد أنها امتدت من الخط الدفاعي عند دانيفيرك بما في ذلك مدينة الفايكنغ هيديبي عبر يولاند والجزر الدنماركية وإلى جنوب السويد الحالية وسكين وربما هالاند وبليكينج. علاوة على ذلك، تضيف الأحجار أن هارالد كان قد «فاز» بالنرويج. رداً على مذبحة الدنماركيين في عيد سانت بريس في إنجلترا شن ابن هارالد سفين فوركبيرد سلسلة من الغزوات ضد انكلترا استكملها ابنه سفيند المعروف باسم كانوت العظيم بحلول منتصف القرن الحادي عشر.
بعد وفاة كانوت العظيم انفصلت انكلترا عن الدنمارك. قام سفين استريدسن بن كانوت الرابع بمهاجمة انكلترا للمرة الأخيرة في 1085. اعتزم غزو انكلترا للسيطرة على العرش من وليام الأول المسن. استدعى أسطولاً قوامه 1000 سفينة دنماركية و60 من الزوارق النرويجية الطويلة مع وجود خطط للاجتماع بنحو 600 سفينة أخرى تتبع لروبرت دوق الفلاندرز في صيف عام 1086. أدرك كانوت مع ذلك أن فرض الضرائب على الفلاحين والنبلاء الدنماركيين وتمويل التوسع من الأديرة والكنائس وفرض ضريبة الرأس الجديدة أوصلت شعبه إلى حافة التمرد. استغرق الأمر أسابيع من كانوت للوصول إلى ستروير نقطة تجمع الأسطول لكنه لم يجد سوى النرويجيين بانتظاره.
شكر كانوت النرويجيين على صبرهم وبعد ذلك ذهب من تجمع إلى آخر مجرماً أي بحار أو قبطان أو جندي يرفض دفع الغرامة التي وصلت إلى أكثر من محصول عام من الحصاد بالنسبة لمعظم المزارعين. فر كانوت والنبلاء جنوباً هرباً من الجيش المتزايد من المتمردين. فر كانوت إلى الخاصية الملكي خارج مدينة أودنسي في فين مع شقيقيه. بعد عدة محاولات من التمردين لدخول الحصن ومن ثم انتقال القتال إلى الكنيسة قتل بنديكت وكانوت في 10 يوليو 1086 حيث دفن من قبل البينديكتين. عندما وصلت الملكة إيديلي لنقل جثمان كانوت إلى الفلاندرز، يزعم أن ضوءاً أشرق حول الكنيسة واتخذت على أنها علامة على أن يبقى كانوت في مكانه.
علمت وفاة كانوت نهاية عهد الفايكينغ. حيث لم تعد تخرج أساطيل ضخمة من الدول الإسكندنافية كل سنة لتنهب أوروبا.

### العصور الوسطى

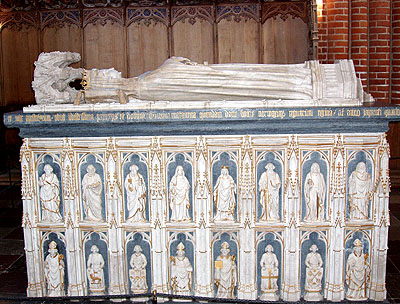
ضريح مارغريت الأولى في كاتدرائية روسكيلد.

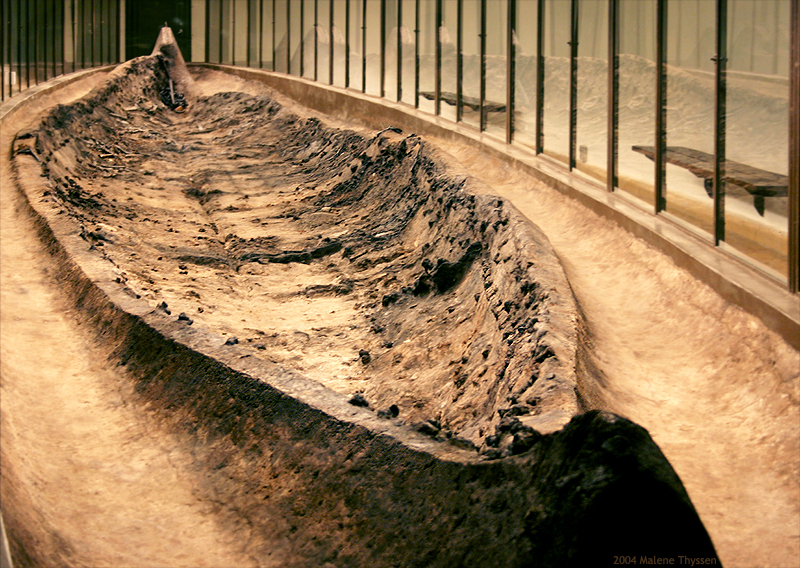
سفينة لادبي، أكبر مقبرة للسفن تم العثور عليها في الدنمارك

منذ عهد الفايكنغ حتى نهاية القرن الثالث عشر ضمت مملكة الدنمارك أرض يولاند شمال نهر إيدر وجزر زيلاند وفين وبورنهولم وهالاند وسكين وبليكينج. فصل بين الأراضي الواقعة بين نهري إيدر وكونجيا دوقيتان تابعتان للملكة هما شليسفيغ وهولشتاين.
من القرن الثامن إلى القرن العاشر، أطلق غير الإسكندنافيين على سكان المنطقة الإسكندنافية الأوسع اسم الفايكنج. وبينما كانوا يعيشون في الغالب على الزراعة وصيد الأسماك والتجارة، إلا أنهم كانوا بحارة ممتازين وكانوا يسافرون إلى أماكن بعيدة مثل أيسلندا وجرينلاند وكندا. وتاجروا في جميع أنحاء أوروبا، وصولاً إلى القسطنطينية وما وراءها، لكنهم كانوا أيضًا يغيرون على المستوطنات المحلية ويقيمون مستعمرات في أماكن بعيدة. وكان الفايكنج الدنماركيون أكثر نشاطًا في غاراتهم على الجزر البريطانية الشرقية والجنوبية وأوروبا الغربية. واستقروا في أجزاء من إنجلترا (المعروفة باسم دانيلو) في عهد الملك سوين فوركبيرد عام 1013، وفي فرنسا حيث سُمح للدنماركيين والنرويجيين بالاستقرار في ما سيصبح نورماندي في مقابل الولاء لروبرت الأول ملك فرنسا مع رولو كأول حاكم. وقد عُثر على بعض البنسات الأنجلوساكسونية من هذه الفترة في الدنمارك.
عقب نهاية القرن الحادي عشر، شهدت الدنمارك الانتقال من خليط من الزعماء المحليين (يارل بالدانماركية) مع وجود مؤسسة ملكية ضعيفة ونصف منتخبة إلى نظام يعكس بصورة أكبر الإقطاع الأوروبي من خلال ملك قوي يحكم عبر طبقة نبلاء مؤثرة. شهدت الحقبة صراعاً داخلياً وموقفاً جيوسياسياً ضعيفاً عموماً، حيث خضعت للنفوذ الألماني. شهدت الفترة أيضاً ظهور أولى المباني الحجرية الكبيرة (ومعظمها من الكنائس) وانتشار المسيحية بشكل واسع وظهور الاديرة في الدنمارك وظهور أول الأعمال التاريخية المكتوبة مثل «دانوروم غيستا» («أفعال الدنماركيين»). وصل النفوذ الألماني السياسي والديني إلى نهايته في العقد الأخير من القرن الثاني عشر تحت حكم الملك فالديمار العظيم وأخيه بالتبني أبسالون هفيد رئيس أساقفة لوند من خلال عدة من الحروب الناجحة ضد شعوب وند في شمال شرق ألمانيا والإمبراطورية الرومانية المقدسة.[بحاجة لمصدر]
وصل المملكة إلى ذروتها في عهد فالديمار الثاني والذي قاد تشكيل «إمبراطورية بحر البلطيق» الدنماركية والتي بسطت سيطرتها في 1221 من إستونيا في الشرق إلى النرويج في الشمال. أصدرت في هذه الفترة العديد من القوانين «المحلية» ولا سيما قانون يولاند من 1241 والذي أكد على بعض المفاهيم الحديثة مثل حق الملكية و«أن الملك لا يمكن أن يحكم من دون وخارج القانون» و«أن جميع الرجال متساوون أمام القانون». بعد وفاة فالديمار الثاني في 1241 وحتى صعود فالديمار الرابع في 1340 دخلت المملكة في عهد من التراجع العام بسبب الصراع الداخلي وصعود الرابطة الهانزية. أدى التنافس بين أبناء فالديمار الثاني على المدى البعيد إلى انفصال الأجزاء الجنوبية من يولاند في مملكة الدنمارك لتصبح دوقيات أو مقاطعات تابعة شبه مستقلة.

### اتحاد كالمار

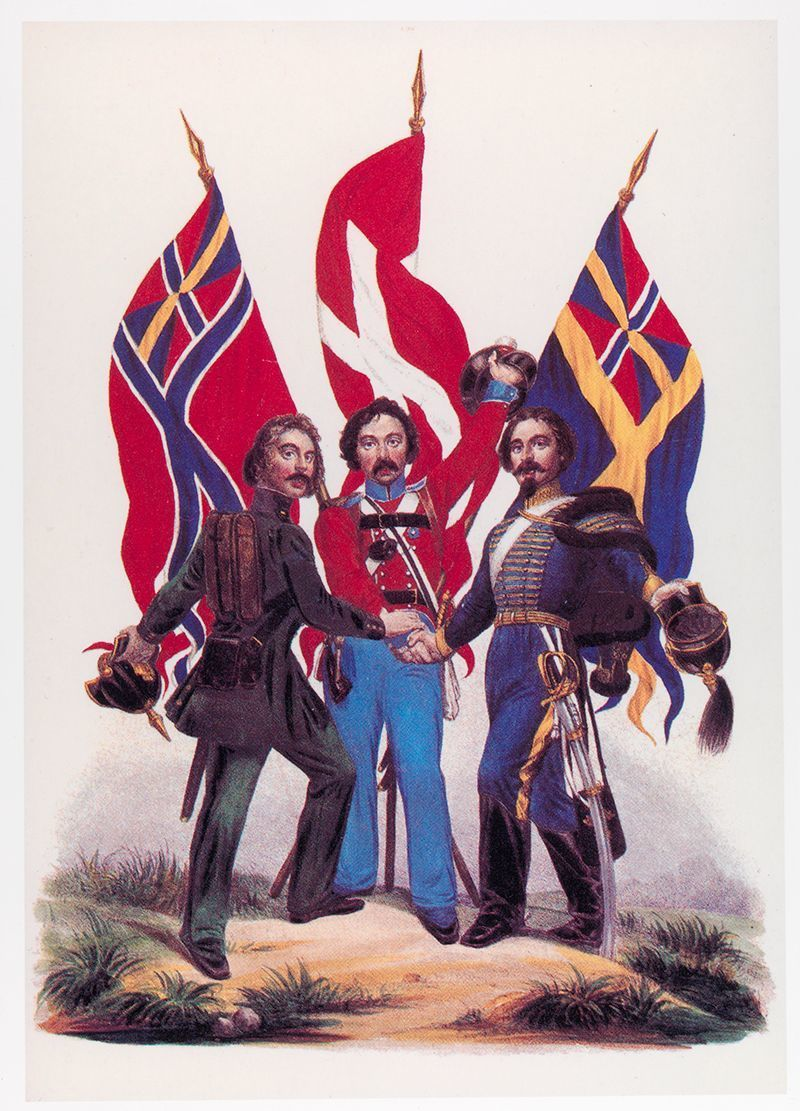
الاتحاد الإسكندنافي

في عهد الملك فالديمار الرابع وابنته مارغريت الأولى، استعادت المملكة قوتها وعقب معركة فالكوبينغ نصبت مارغريت ابن أختها اريك من بوميرانيا ملكاً لكل من الدنمارك والنرويج والسويد بعد التوقيع على ميثاق اتحاد كالمار في أحد الثالوث عام 1397. كان يعتقد أن هذه المملكة المتحدة تحت تاج واحد من شأنها أن تخلق قوة عظمى في الشمال. وتعامل الدول الثلاث على قدم المساواة في الاتحاد. مع ذلك وحتى منذ البداية فإن مارغريت لم تعامل بقية الدول معاملة مثالية على قدم المساواة مع الدنمارك. وهكذا فإن الكثير من السنوات 125 المقبلة من التاريخ الإسكندنافي تدور حول هذا الاتحاد حيث تنفصل السويد ويعاد ضمها من جديد مراراً وتكراراً. تم حل المسألة عملياً في 17 يونيو 1523 عندما فتح ملك السويد غوستاف فاسا مدينة ستوكهولم. مع ذلك استمرت الدنمارك والنرويج في اتحاد شخصي حتى مؤتمر فيينا في عام 1814.

### الإصلاح البروتستانتي
أتت حركة الإصلاح البروتستانتي إلى منطقة إسكندنافيا في العشرينيات من القرن السادس عشر، وفي عيد القيامة من سنة 1525 م، أعلن الراهب هانز تاوسين -وهو عضو في فرسان القديس يوحنا- حاجة البلاد إلى إصلاحات مارتن لوثر في الكنيسة الكاثوليكية. كانت موعظته بداية صراع استمر لعشر سنين والذي أدى إلى تغيير الدنمارك إلى الأبد. تم إبعاد تاوسين إلى دير في فيبورغ بشمال يولاند مما سيجعله معزولاً عن كوبنهاغن والمحاكم الكنسية. قام تاوسين خلال فترة حبسه بالوعظ من خلال النافذة، مما جذب في البادية الأمر عدد من العابرين من بسطاء العامة الذين يريدون سماع أفكاره الجديدة، وخلال أسابيع تم تحرير تاوسين من محبسه عن طريق أتباعه المخلصين، وتم بعدها افتتح كنيسة فرنسيسكانية قسراً حتى يتمكن سكان فيبورغ من سماع المواعظ. تم تقبل الأفكار اللوثرية بسرعة كبيرة، حتى أن أسقف وقساوسة فيبورغ لم يستطيعوا الحد من انتشار أفكاره. تم إلقاء مواعظ مارتن لوثر في العديد من الكنائس، ومن ثم بدأ منظور تاوسين من تعاليم لوثر في الانتشار إلى مناطق أخرى في يولاند. خلال سنة من هذه الأحداث تقلد تاوسين منصب القسيس الخاص بفريدريك الأول، والذي بدوره حاول أن يوافق بين التعاليم القديمة والأفكار الجديدة، واستمرت هذه السياسة حتى موت فريدريك الأول.
في عام 1531 م اقتحم جمع من العامة كنيسة سيدتنا العذراء في كوبنهاغن، وقاموا بتحطيم التماثيل، المذابح والأعمال الفنية والتاريخية التي تجمعت هناك على مر التاريخ. كان هنالك أحداث مشابهة في جميع أنحاء الدولة على الرغم بأن التغييرات التي حصلت كانت سلمية في معظمها. أغلبية العامة رأوا انخفاض تأثير الكنيسة على أنه شيء محرر ومحطم للقيود، ولكن هذه السلطة التي أعطت للشعب لم تدم طويلا.
عندما مات الملك فريدريك الأول في عام 1533 م، طالبت جهتان مختلفتان بالعرش الملكي، الأولى مدعومة من قبل بروتستانتيي لوبيك والأخرى من قبل النبلاء الكاثوليكيين، مما أدى إلى حرب أهلية استمرت للفترة ما بين (1534 م - 1536 م)  وعرفت بعداء الكونت. سجلت مذبحة جيش البحار كليمينت والمكون من الفلاحين بألبورغ في شهر ديسمبر من العام 1536 م نهاية الحرب الأهلية وخلفت السلطة للحزب اللوثري.
أصبحت الدنمارك دولة لوثرية رسمياً في 1536 م. تم اعتقال وسجن الأساقفة، بينما صودرت جميع ممتلكات الكنائس من مدارس ودير عبادة من قبل النبلاء والعرش. الأساقفة الذين وافقوا على إتباع الأفكار اللوثرية وعدم خلق المشاكل أُعطوا بعض الممتلكات الكنسية السابقة كممتلكات شخصية لهم. على الرغم بأن التغييرات البروتستانتية بدأت في ألبورغ، إلا أنها كانت آخر معاقل الكاثوليكية، حيث أن التغيير كان بطيئاً هناك.

### الفترة الحديثة
في معظم تاريخها، كان اهتمام الدنمارك شديداً بحدودها الجنوبية. حيث أن الألمان، سواء انتموا إلى الرابطة الهانزية أو كأقليات متمردة (متمركزة غالباً في شليزفيغ) استدعوا على مدى قرون اهتمام المملكة الدنماركية بشكل كامل. على الرغم من ذلك، بحلول عام 1500، بدأت تلك الرابطة في التراجع  وبالأخص بعد بروز المملكة الهولندية كقوة بحرية كبيرة وعدم وجود قيود تجارية بحرية بينها وبين الدول الإسكندنافية. بحلول العام 1614، كانت 60% من السفن العابرة للمضيق بين الدنمارك والسويد سفناً هولندية. رغم ذلك لم تحل مشكلة شليزفيغ بشكل تام نظراً لظهور مشكلة أكبر وهي بروز السويد كقوة كبرى.
كان صلح أوغسبورغ حماية لحدود الدنمارك الجنوبية،  وبذلك التفتت الدنمارك نحو الشمال إلى السويد كأكبر تهديد لها. مثلها مثل الدنمارك، فإن أغلب المناطق الألمانية الشمالية كانت قلقة من التهديد العسكري السويدي، وبذلك فإنها خففت من دعمها للأقلية الألمانية في شليزفيغ، وأخذت بالتركيز على التهديد السويدي. وتبعاً لذلك، أصبح بإمكان الدنمارك أن تركز أيضاً على التهديد السويدي.
بعد انفصال السويد عن اتحاد كالمار في عام 1523، حاولت الدنمارك في مناسبتين مختلفتين أن تعيد هيمنتها على السويد، أولاهما كانت حرب السنوات السبع الشمالية، والتي استمرت من عام 1563 حتى عام 1570. بينما كانت المحاولة الثانية عندما هاجم الملك كريستيان الرابع السويد عام 1611 في حرب عرفت باسم حرب كالمار، ولكنه فشل في تحقيق الهدف المرجو. لم تنتج حرب كالمار عن أية تغييرات حدودية، ولكن كان على السويد أن تدفع تعويضات مقدارها مليون ركسدالر فضي لصالح الدنمارك، وعرف هذا المبلغ باسم فدية إلفسبورغ.
استعمل الملك كريستيان الرابع هذا المبلغ لإنشاء مدن وقلاع جديدة، أشهرها مدينة غلوكشتاد (والتي بنيت كمنافس لمدينة هامبورغ) وكريستيانيا (بعد أن دمر حريق مدينة أوسلو القديمة) وكريستيانسهافن وكريستيانستاد وكريستيانزاند. كما أنشأ الملك كريستيان الرابع عدداً من المباني مثل بورسن وروندتارن ونيبودير وروزينبورغ ومنجم فضة وآخر للنحاس. كما أسس شركة مماثلة لشركة الهند الشرقية الهولندية وحاول المطالبة بسيلان كمستعمرة، لكن الشركة نجحت فقط في الحصول على ترانكيبار على ساحل كوروماندل في الهند.
حاول كريستيان الرابع أثناء حرب الثلاثين عاما أن يصبح قائد المقاطعات اللوثرية في ألمانيا، ولكنه مني بهزيمة ساحقة في معركة لوتير. كانت نتيجة المعركة تمكن الجيوش الكاثوليكية تحت قيادة ألبرشت فون فالنشتاين من احتلال ونهب يولاند،  مما أجبر الدنمارك على أن تنسحب من الحرب. تمكنت الدنمارك من تجنب فقدان أراضيها، ولكن تدخل جيوش غوستاف الثاني في الأراضي الألمانية كان بمثابة إشارة أن قوة السويد في صعود وأن النفوذ الدنماركي في المنطقة آخذ في التناقص. احتلت الجيوش السويدية يولاند وضمت مقاطعة سكون في عام 1644.
في معاهدة برومزبرو للسلام عام 1645، سلمت الدنمارك جوتلند وما تبقى من إستونيا الدنماركية وعدة مقاطعات أخرى في النرويج إلى هولندا. في عام 1657، أعلن الملك فريدريك الثالث الحرب على السويد، أدى هذا إلى هزيمة كبيرة للجيش للدنماركي، وغزت جيوش تشارلز جوستاف العاشر يولاند وفين ومناطق أخرى من زيلاند قبل توقيع معاهدة روسكيلد للسلام في فبراير لعام 1658، والتي أعطت للسويد تحكماً كاملاً بمقاطعات سكون وبليكينغي وترونديلاغ وجزيرة بورنهولم. ندم تشارلز غوستاف العاشر على عدم هزيمة الدنمارك بشكل كامل، وفي أغسطس لعام 1658، بدأ حصاراً طويلاً استمر لسنتين على كوبنهاغن، ولكنه فشل في دخول العاصمة. شملت المعاهدة التالية بنوداً استطاعت الدنمارك بموجبها أن تحتفظ باستقلالها واستعادة السيطرة على ترونديلاغ وجزيرة بورنهولم.

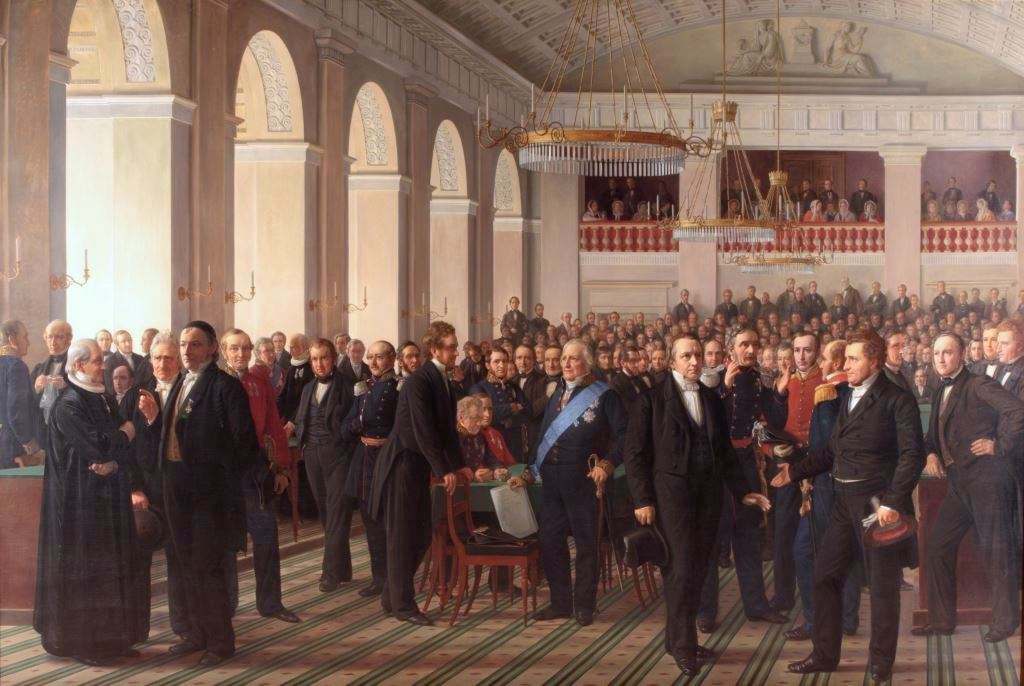
الجمعية التأسيسية في 23 أكتوبر 1848 بريشة قسطنطين هانسن

حاولت الدنمارك استعادة السيطرة على سكون في حرب سكون (1675–1679)، ولكن محاولاتها باءت بالفشل. بعد حرب الشمال العظمى (1700-1721)، تمكنت الدنمارك من أن تستعيد السيطرة على الأجزاء التي تحكمها عائلة هولشتاين-غوتورب من شليزفيغ وهولشتاين في عامي 1721 و1773 على التوالي. ازدهرت الدنمارك بشكل كبير في العقود الأخيرة من القرن الثامن عشر، كما سمحت لها حياديتها بأن تنشئ علاقات ومبادلات تجارية بين جميع أطراف الحروب المعاصرة على كثرة عددها. خلال الحروب النابليونية، حاولت الدنمارك البقاء في موقع المحايد حتى يتسنى لها الاستمرار في الانتفاع من التبادل التجاري المربح مع فرنسا وبريطانيا العظمى، وبهذا انضمت إلى اتحاد للدول المحايدة ضم روسيا والسويد وبروسيا.
اعتبرت بريطانيا هذا التوجه الدنماركي كعمل معادٍ وهاجمت كوبنهاغن في عامي 1801 و1807، كما قامت البحرية البريطانية بتدمير الأسطول الدنماركي وحرق أجزاء كبيرة من العاصمة. أدت هذه الأحداث إلى إنهاء عصر التطور والازدهار الدنماركي، وأدت أيضاً إلى نشوب حرب المدفعية البحرية بين الدنمارك وبريطانيا. تمكنت البحرية البريطانية من السيطرة على المعابر البحرية بين الدنمارك والنرويج مما أدى إلى إفلاس الاتحاد الدنماركي النرويجي في عام 1813.
في المجلس الذي عقد في فيينا بعد الحروب النابليونية، تمت المطالبة بتفكيك الاتحاد الدنمركي النرويجي، وتم تأكيد هذا الاقتراح في معاهدة كيل عام 1814. أمل الاتحاد الدنمركي النرويجي في استعادة الاتحاد الإسكندنافي في عام 1809، ولكن هذه الآمال تبخرت عندما رفضت السويد اقتراحاً يجعل فريدريك السادس خلفا للملك غوستاف الرابع أدولف وبدلاً من ذلك نصب الملك تشارلز الثالث عشر. دخلت الدنمارك اتحاداً جديداً مع السويد، واستمر هذه الاتحاد حتى عام 1905. احتفظت الدنمارك بمستعمرات آيسلاندا وجزر فارو وغرينلاند. باستثناء المستعمرات النوردية، حكمت الدنمارك الهند الدنماركية من 1620 حتى 1869 والساحل الدنماركي الذهبي من 1658 حتى 1850، جزر الهند الغربية الدنماركية من 1671 حتى 1917.
بعد الثورات الأوروبية في 1848، أصبحت الدنمارك دولة ملكية دستورية بشكل سلمي في الخامس من مارس لعام 1849. بعد حرب شليزفيغ الثانية في عام 1864، أجبرت الدنمارك على التنازل عن شليزفيغ وهولشتاين لصالح بروسيا، وبعد ذلك عادت الدنمارك إلى سياستها الحيادية المعهودة، واستمرت كذلك خلال الحرب العالمية الأولى.

### القرن العشرون

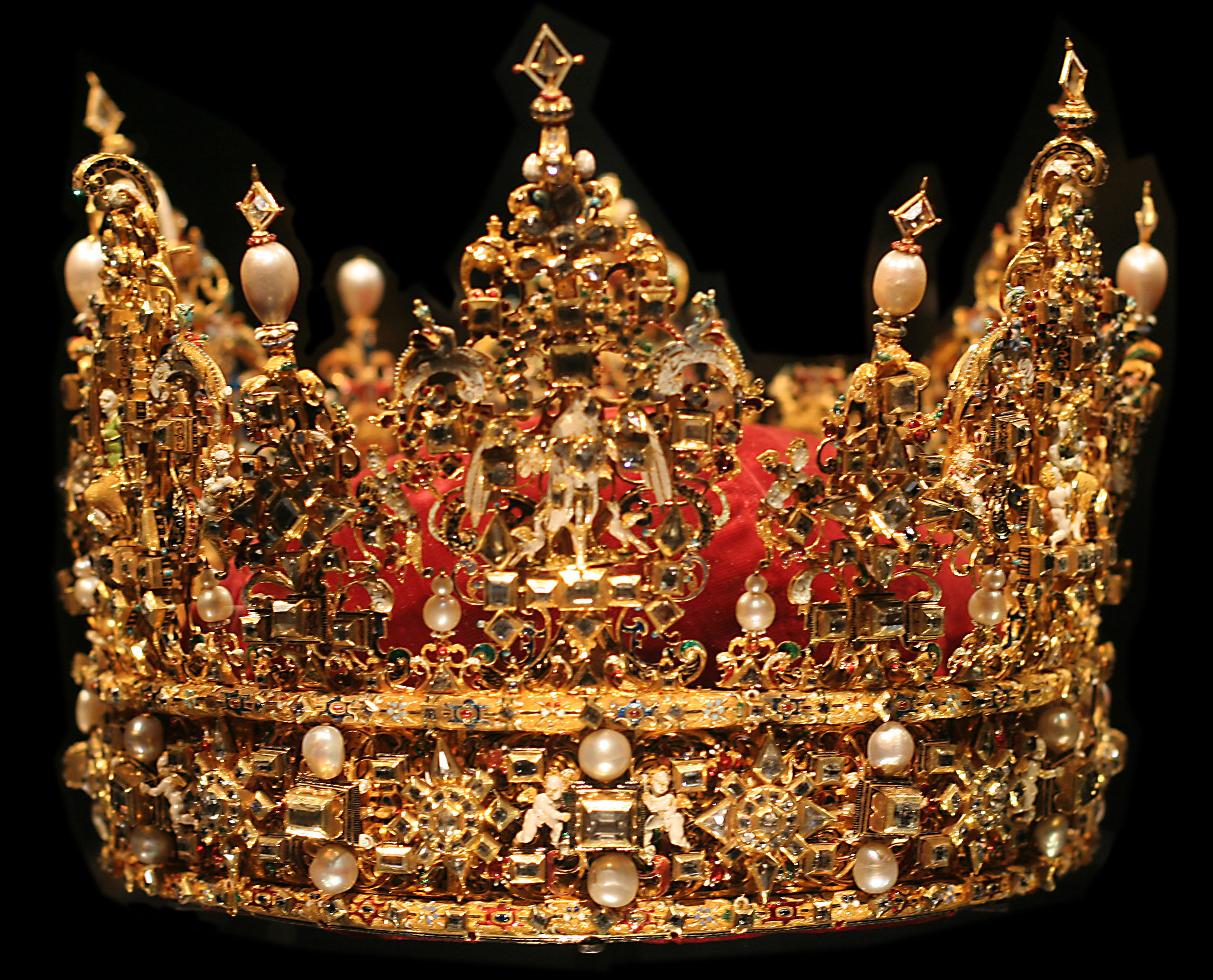
التاج الملكي في قلعة رازنبورغ

بعد هزيمة ألمانيا في الحرب العالمية الأولى، عرضت قوى الحلفاء في فرساي عودة منطقة شليزفيغ هولشتاين إلى الدنمارك. لكن الدنمارك وخوفاً من المطامع الألمانية رفضت النظر في عودة المنطقة وأصرت على إجراء استفتاء بشأن ذلك في شليزفيغ. جرى الاستفتاءان في شليزفيغ في 10 فبراير و14 مارس 1920 على التوالي. في 10 يوليو 1920 وبعد الاستفتاء وتوقيع الملك (6 يوليو) على وثيقة لم الشمل، عبر الملك كريستيان العاشر الحدود القديمة ممتطياً حصاناً أبيض، واستردت الدنمارك شمال شليزفيغ (سوندريلاند) مضيفة بذلك 163,600 نسمة، و3,984 كم2 إلى البلاد. يحتفل بيوم إعادة التوحيد كل عام في 15 يونيو.
غزت القوات الألمانية الدنمارك في الحرب العالمية الثانية (9 أبريل 1940) في عملية عرفت باسم تدريب فيسر، واستغرق الأمر ساعتين فقط من المقاومة العسكرية قبل أن تستسلم الحكومة الدنماركية. استمر التعاون الاقتصادي بين ألمانيا والدنمارك حتى عام 1943، عندما رفضت الحكومة الدنماركية المزيد من التعاون وأغرقت معظم سفنها وأرسلت أكبر عدد ممكن من ضباطها إلى السويد المحايدة. خلال الحرب، ساعدت الحكومة الأقلية اليهودية الدنماركية، وقامت المقاومة الدنماركية بعملية انقاذ تمكنت عبرها من نقل معظم اليهود الدنماركيين إلى السويد قبل وقت قصير من بدء الألمان محاصرتهم. قامت المقاومة بالعديد من «العمليات الداخلية» أو عمليات تخريب ضد المنشآت الألمانية. قطعت آيسلندا روابطها بالدنمارك وأصبحت جمهورية مستقلة وفي عام 1948 نالت جزر فارو الحكم الذاتي.
بعد الحرب، أصبحت الدنمارك واحدة من الأعضاء المؤسسين للأمم المتحدة ومنظمة حلف شمال الأطلسي. وانضمت إلى السوق الأوروبية المشتركة (الاتحاد الأوروبي حالياً) في عام 1973 إلى جانب بريطانيا وأيرلندا بعد استفتاء عام. تم التصديق على معاهدة ماستريخت بعد استفتاء آخر أجري في عام 1993 ولاحقاً تم التوقيع على اتفاق ادنبره الذي ضم تعديلات على معاهدة ماستريخت خاصة بالدنمارك. نالت غرينلاند في عام 1979 الحكم الذاتي ومنحت حق تقرير المصير في 2009. غرينلاند وجزر فارو ليستا أعضاء في الاتحاد الأوروبي وعضوية جزر فارو في السوق الأوروبية المشتركة منذ 1973 وغرينلاند منذ عام 1986 في تراجع وفي كلتا الحالتين بسبب سياسات مصايد الأسماك. أصبح أندرس فوغ راسموسن، رئيس الوزراء الدنماركي الأسبق، الأمين العام لحلف شمال الأطلسي في 2009.
على الرغم من حجمها المتواضع، كانت مشاركة الدنمارك رئيسية في العمليات العسكرية والإنسانية، وأبرزها العمليات بقيادة الأمم المتحدة ومنظمة حلف شمال الأطلسي في قبرص والبوسنة والهرسك وكوريا ومصر وكرواتيا وكوسوفو وإثيوبيا والعراق وأفغانستان والصومال.

## الجغرافيا

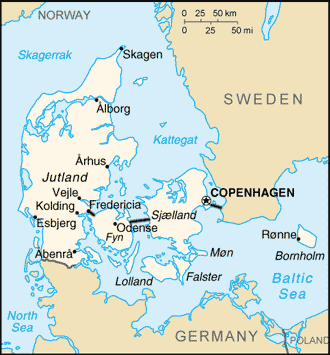
خريطة الدنمارك

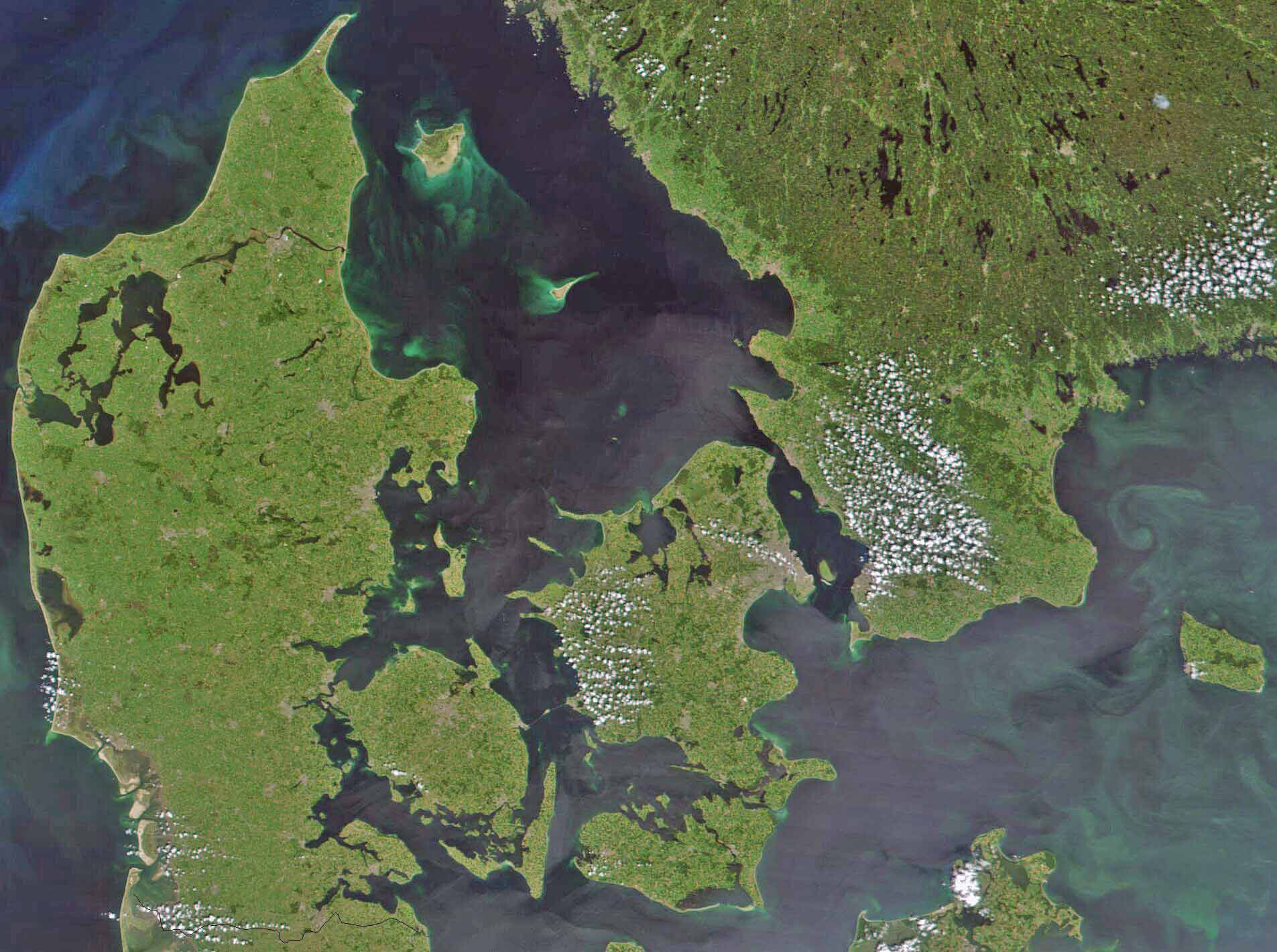
صورة قمر صناعي لجوتلاند والجزر الدنماركية

تشترك الدنمارك بحدود برية مع ألمانيا يبلغ طولها 68 كيلومتراً في الجنوب وعدا ذلك تمتلك 7314 كيلومتراً من السواحل. ربطت الدنمارك بالسويد منذ عام 2000 تم ربط الدنمارك عبر جسر أوريسند.
أقصى نقطة في شمال الدنمارك هي سكاغن وأقصى نقطة جنوبية هي غيدسر. أما من الغرب فهي بلوفاندشوك ومن الشرق أوسترسكير التي تقع في أرخبيل إرتولمين الذي يبعد 18 كم إلى الشمال الشرقي من بورنهولم. تبلغ المسافة من الشرق إلى الغرب 452 كيلومترا (281 ميل)، ومن الشمال إلى الجنوب 368 كم.
تتألف الدنمارك من شبه جزيرة جوتلاند (يولاند) و443 من الجزر المسماة (1,419 جزيرة مساحتها أكبر من 100 متر مربع). من بين هذه الجزر، يوجد 72 مأهولة بالسكان  وأكبرها هي زيلاند وفين. تقع جزيرة بورنهولم إلى الشرق من بقية البلاد في بحر البلطيق. ترتبط العديد من الجزر الكبيرة بجسور مثل جسر أوريسند الذي يربط زيلاند مع السويد، وجسر الحزام الكبير الذي يربط فين مع زيلاند وجسر الحزام الصغير الذي يربط يولاند مع فين. تربط العبارات أو الطائرات الصغيرة بين الجزر الصغيرة. المدن الرئيسية هي العاصمة كوبنهاغن في زيلاند وآرهوس وآلبورغ وإسبيرغ في يولاند وأودنسه في فين.

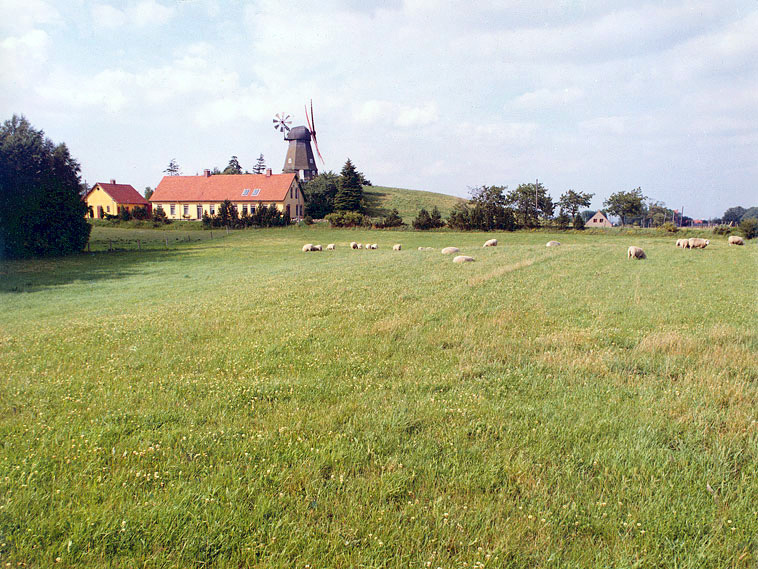
52.6 % من أراضي الدنمارك صالحة للزراعة.

تعتبر البلاد منبسطة نوعاً ما حيث يبلغ متوسط ارتفاعها عن سطح البحر نحو 31 متراً. أعلى نقطة طبيعية هي موليهوي عند 170.86 م. من التلال الأخرى جنوب غرب المنطقة نفسها عند آرهوس هي يدينغ سكوفهوي على علو 170.77 م وإير بافنيهوف عند 170.35 م. تبلغ مساحة المياه الداخلية في الدنمارك الشرقية 210 كم2 و490 كم2 في الشطر الغربي من البلاد.

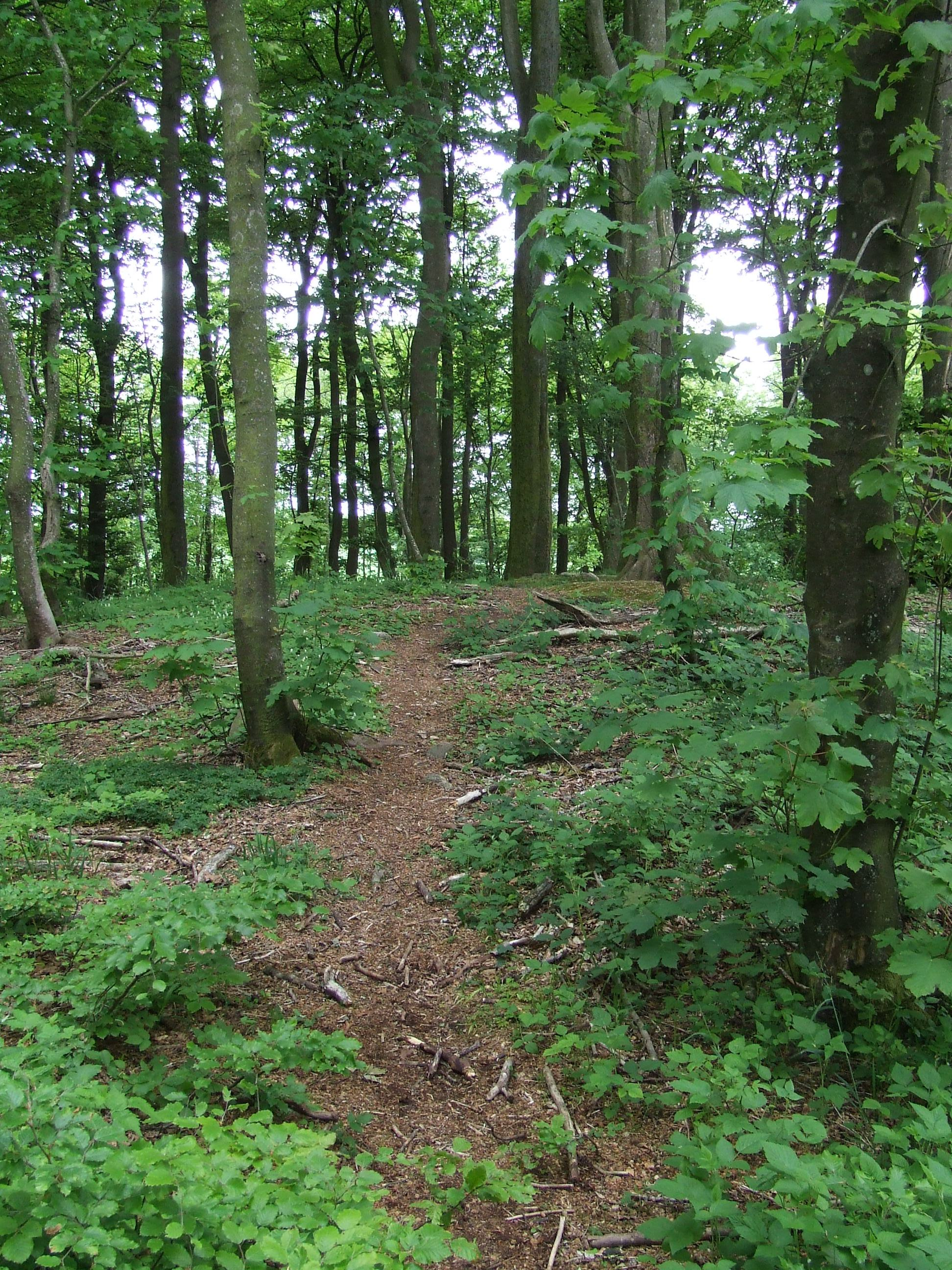
منطقة دفن تذكاري في يدينغ سكوفهوي، إحدى أعلى مناطق الدنمارك.

يبلغ طول سواحل الدنمارك 7,314 كيلومترا (4545 ميل). كما لا يوجد أي مكان في الدنمارك يبعد عن الساحل أكثر من 52 كم (32 ميل). لا يمكن تحديد مساحة اليابسة في الدنمارك بشكل دقيق حيث أن المحيط يضيف أو يزيل مواداً من السواحل باستمرار وأيضاً بسبب مشاريع استصلاح الأراضي لمواجهة التآكل. على الساحل الجنوبي الغربي من يولاند يبلغ المد والجزر ما بين 1 و2 متر (3.28 و6.56 قدم)، كما يتحرك خط المد والجزر نحو الداخل والخارج من الساحل على امتداد 10 كم.
من ناحية التقسيم النباتي، تنتمي الدنمارك (بما في ذلك غرينلاند وجزر فارو) إلى المملكة شمالية والمشتركة مع القطب الشمالي والمحيط الأطلسي الأوروبي والأقاليم الأوروبية المركزية في المنطقة حول الشمالية. وفقاً للصندوق العالمي للطبيعة، يمكن تقسيم أراضي الدنمارك إلى قسمين من المناطق البيئية: غابات الأطلسي المختلطة وغابات البلطيق المختلطة. يغطي جزر فارو مراعي جزر فارو الشمالية بينما تستضيف غرينلاند الأقاليم الحيوية كالاليت نونات من التندرا القطبية الشمالية العليا وكالاليت نونات من التندرا القطبية الشمالية الدنيا.

### المناخ

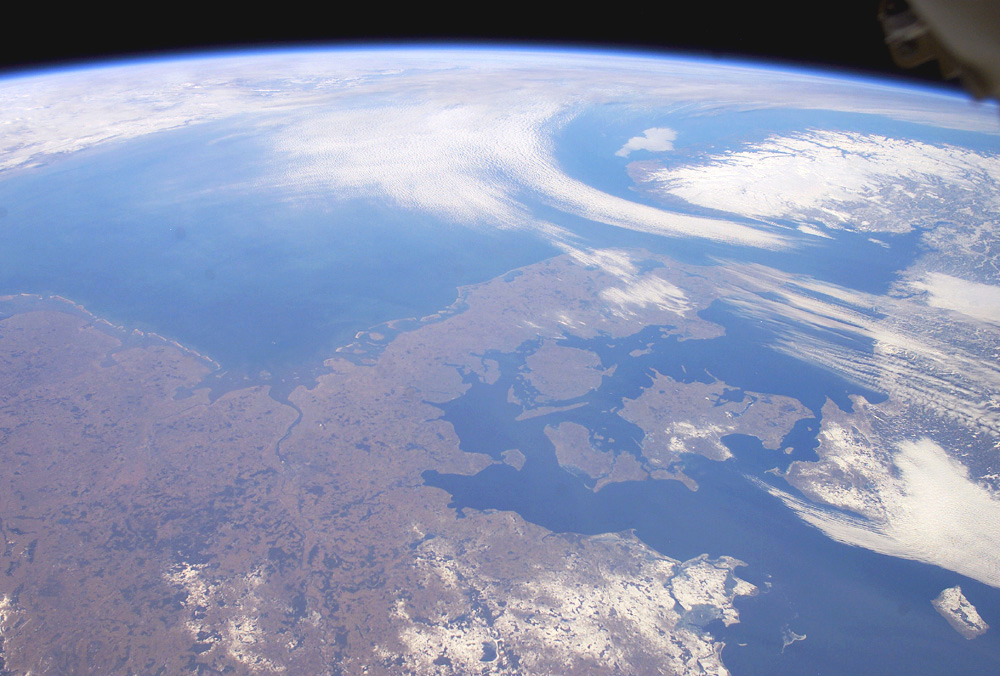
منظر فضائي للدنمارك

تقع الدنمارك في المنطقة المناخية المعتدلة. لا يعد الشتاء بارداً جداً، حيث يكون وسطي درجات الحرارة في يناير وفبراير عند 0.0 درجة مئوية، بينما يكون الصيف بارد نسبياً مع وسطي درجة حرارة في أغسطس عند 15.7 درجة مئوية. تهطل الأمطار في الدنمارك بمتوسط 121 يوماً في السنة ليبلغ معدل هطول الأمطار 712 ملم في السنة؛ تغزر الأمطار في الخريف بينما تقل إلى أدناها في الربيع.

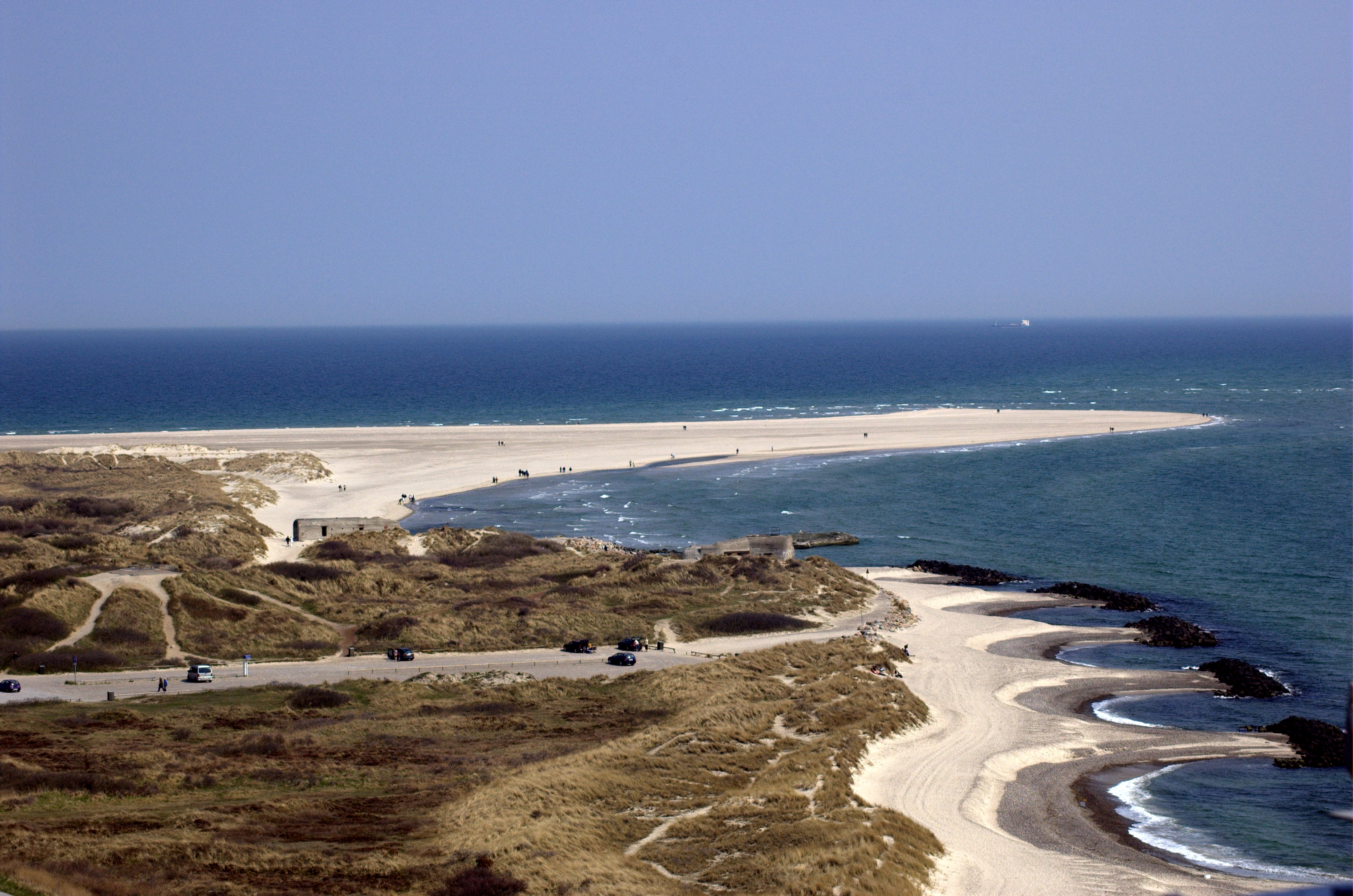
غرينين قرب سكاغن، أقصى مناطق الدنمارك شمالاً.

بسبب موقع الدنمارك الشمالي، فإن طول النهار وبزوغ الشمس يتنوع جداً. هناك أيام قصيرة خلال فصل الشتاء حيث تشرق الشمس حوالي الساعة التاسعة صباحاً لتغرب عند الرابعة والنصف مساء، فضلاً عن أيام الصيف الطويلة حيث تشرق الشمس عند الساعة الرابعة صباحاً وتغرب عند الساعة العاشرة مساء. يحتفل تقليدياً بأقصر وأطول يوم في السنة. يتزامن الاحتفال بأقصر يوم مع عيد الميلاد (يول بالدنماركية). تركز الاحتفالات الحديثة على عشية عيد الميلاد في 24 ديسمبر. يول هي كلمة من النوردية بصيغة الجمع تشير إلى أن المجتمع ما قبل المسيحية احتفل بموسم ذا أعياد متعددة. جلبت المسيحية الاحتفال بعيد الميلاد، مما أدى إلى استخدام الاسم النوردي أيضاً للمناسبة المسيحية. بينما أخفقت الجهود التي بذلتها الكنيسة الكاثوليكية لاستبدال هذا الاسم باسم عيد الميلاد (كريستميس). الاحتفال بأطول يوم يجري في منتصف الصيف، والذي يعرف في الدنمارك باسم عشية القديس يون. وأيضاً تجرى الاحتفالات بمنتصف الصيف منذ عصور ما قبل المسيحية.

### البيئة

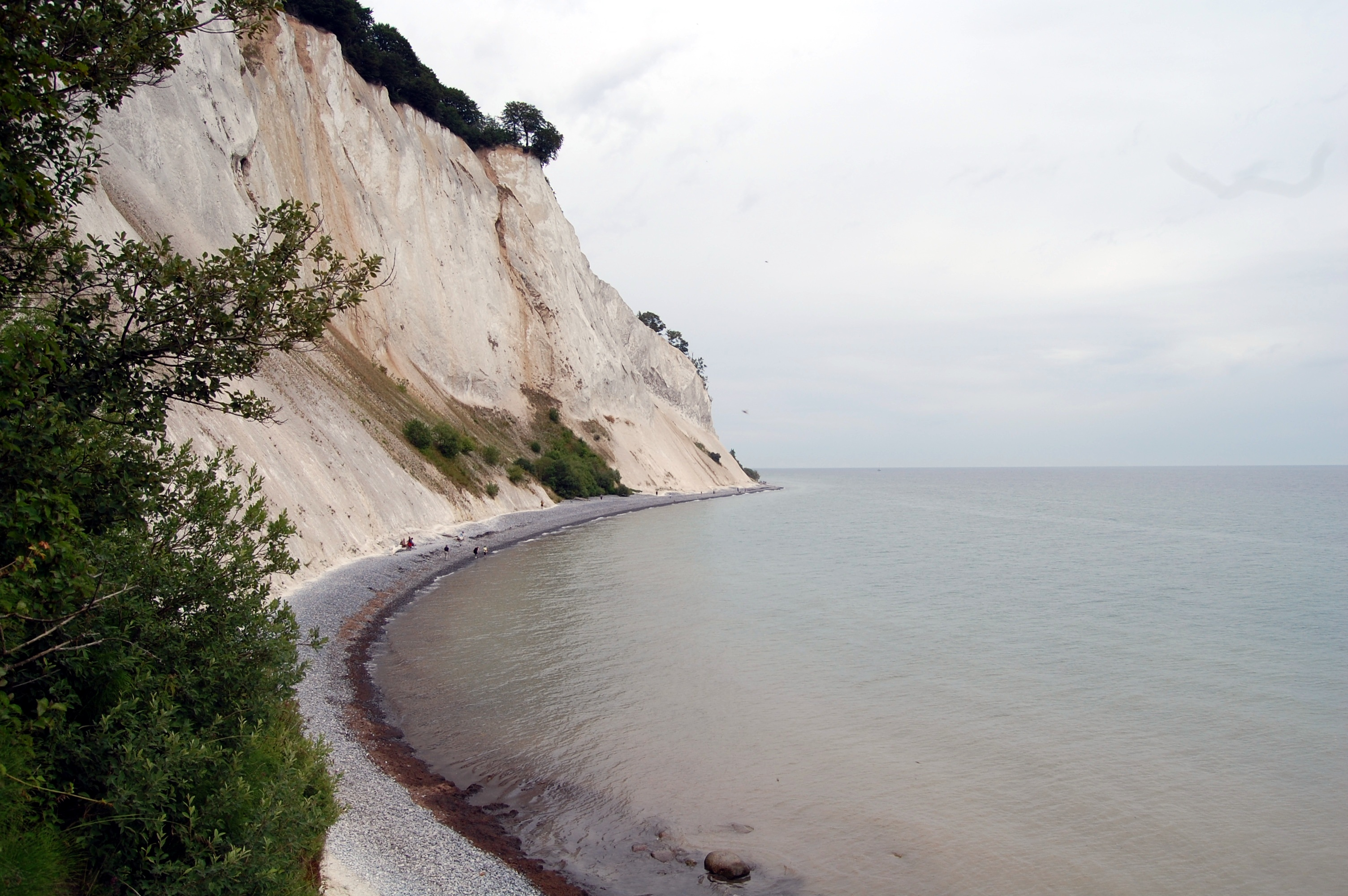
جرف مونس وهو الأعلى في الدنمارك

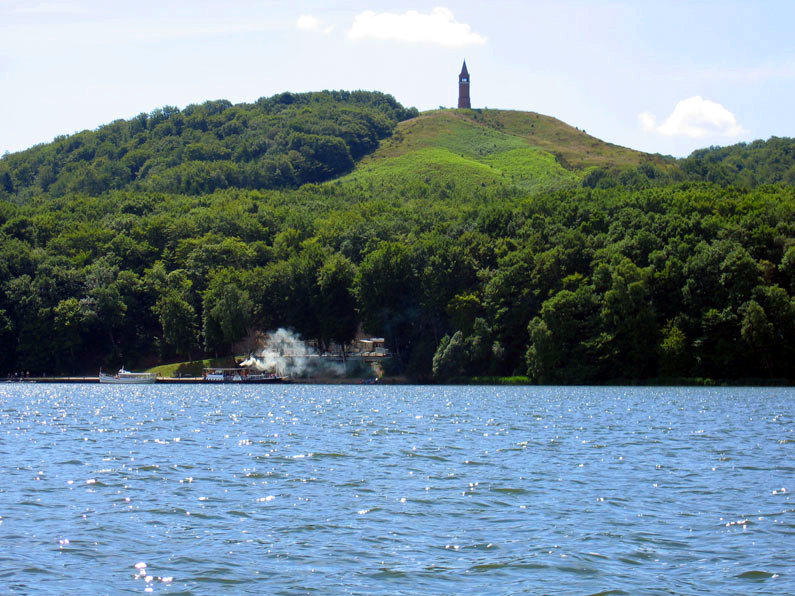
حتى عام 1847 كان الاعتقاد سائدا أن هيملبيرجيت أعلى نقطة في الدنمارك عند 147 م

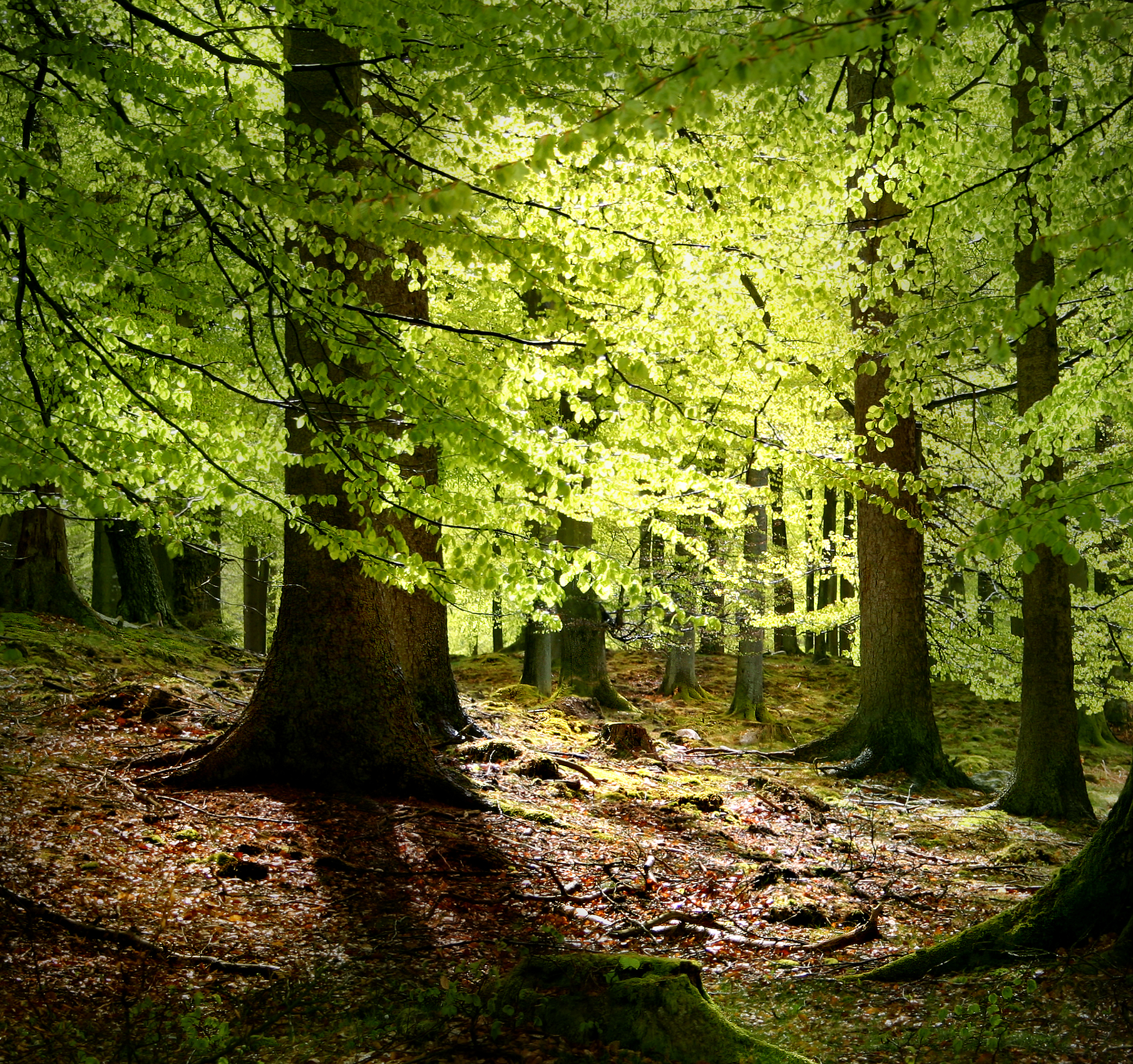
أشجار الزان شائعة في جميع أنحاء الدنمارك، وخاصة في الغابات التفرقة

صدر عن الدنمارك مواقف متقدمة تاريخياً للحفاظ على البيئة، حيث أنشأت وزارة البيئة عام 1971 وكانت أول بلد في العالم ينفذ القانون البيئي في عام 1973.
للتخفيف من التدهور البيئي والاحتباس الحراري وقعت الحكومة الدنماركية الاتفاقات الدولية التالية: معاهدة أنتاركتيكا؛ برتوكول كيوتو؛ وقانون الأنواع المهددة بالانقراض. ساعدت هذه الاتفاقات في خفض انبعاثات ثنائي أكسيد الكربون من الدنمارك
صنفت الدنمارك في المرتبة العاشرة عالمياً من حيث «الحياة الخضراء» في مسح لمجلة ريدرز دايجست عام 2007. كما تعرف كوبنهاغن بكونها واحدة من أكثر المدن الصديقة للبيئة في العالم. يعزى نجاح المدينة البيئي إلى نجاح سياسة البلدية القوية جنبا إلى جنب مع سياسة وطنية سليمة، حيث حصلت بلدية كوبنهاغن في 2006 على جائزة الإدارة البيئية الأوروبية. تمنح هذه الجائزة للتخطيط البيئي الشامل على المدى الطويل. تحولت في الآونة الأخيرة العديد من البلديات الصغيرة في الدنمارك مثل لولاند وبورنهولم إلى قادة بيئيين. الدنمارك موطن لخمسة من عشرة في العالم من محطات التدفئة المركزية على الطاقة الشمسية والتي يقع أكبرها عالمياً في منطقة مارستال في جزيرة إيرو.
كوبنهاغن هي رأس الحربة في الحركة البيئية الخضراء المشرقة في الدنمارك. في عام 2008، ذكرت كلين إيدج كوبنهاغن اعتبارها واحدة من قادة التقنية النظيفة في كتاب ذا كلينتك ريفولوشن. المدينة هي مركز التنسيق لأكثر من نصف الشركات الـ 700 الدنماركية التي تعتمد التقنية النظيفة وتدير نحو 46 من المؤسسات البحثية. توظف تلك المجموعة من الشركات نحو 60,000 شخص وتتميز بالتعاون الوثيق بين الجامعات وقطاع الأعمال ومؤسسات الحكم. أهم المراكز البحثية في هذا المجال في العاصمة هي جامعة كوبنهاغن ومدرسة كوبنهاغن للأعمال  ومختبر ريسو الوطني للطاقة المستدامة والجامعة التقنية في الدنمارك التي مخبر ريسو جزء منها حالياً. لمكانتها المتقدمة في القضايا البيئية استضافت جامعة كوبنهاغن عام 2009 مؤتمر "تغير المناخ: مخاطر عالمية، تحديات وقرارات" حيث تم التأكيد على ضرورة اتخاذ إجراءات شاملة للتخفيف من تغير المناخ من قبل المجتمع العلمي الدولي. شخصيات بارزة مثل راجندرا باشوري وهو رئيس اللجنة الدولية للتغيرات المناخية والبروفيسور نيكولاس ستيرن مؤلف تقرير ستيرن والبروفسور دانييل كامن أكدوا جميعهم على المثال الجيد في كوبنهاغن والدنمارك في الاستفادة من التكنولوجيا النظيفة وتحقيق النمو الاقتصادي مع تحقيق الاستقرار في انبعاثات الكربون.

## التقسيمات الادارية

أقاليم الدنمارك

- تقسم الدنمارك إلى خمسة أقاليم (regioner):-

| الاسم الدانماركي   | الاسم الإنجليزي    | الاسم العربي                 | مقر الإدارة | أكبر مدينة | عدد السكان | المساحة (كم2) | كثافة السكان (/كم2) |
| ------------------ | ------------------ | ---------------------------- | ----------- | ---------- | ---------- | ------------- | ------------------- |
| Region Hovedstaden | Greater Copenhagen | كوبنهاغن الكبرى              | هيليرود     | كوبنهاغن   | 1,645,825  | 2,561         | 642.6               |
| Region Midtjylland | Central Jutland    | يولاند الوسطى (وسط الدنمارك) | فيبورغ      | آرهوس      | 1,237,041  | 13,142        | 94.2                |
| Region Nordjylland | North Jutland      | شمال يولاند (شمال الدنمارك)  | آلبورغ      | آلبورغ     | 578,839    | 7,927         | 73.2                |
| Region Sjælland    | Zealand            | زيلاند                       | سورو        | روسكيلدا   | 819,427    | 7,273         | 112.7               |
| Region Syddanmark  | Southern Denmark   | جنوب الدنمارك                | فايله       | أودنسه     | 1,194,659  | 12,191        | 97.99               |
| كل الدولة          |                    |                              |             |            | 5,475,791  | 43,094        | 127.0               |

عادة تدعى الأقاليم باسمها الدانماركي الأصلي.

### المدن الكبرى
| 1  | مقاطعة كوبنهاغن     | 618,529 |
| 2  | مقاطعة فريدريكسبورج | 378,686 |
| 3  | مقاطعة فين          | 478,347 |
| 4  | مقاطعة نوردلاند     | 495,090 |
| 5  | مقاطعة ريبي         | 224,261 |
| 6  | مقاطعة رينجكوبنج    | 275,065 |
| 7  | مقاطعة روسكيلد      | 241,523 |
| 8  | مقاطعة سوندرلاند    | 252,433 |
| 9  | مقاطعة فيستسجلاند   | 307,207 |
| 10 | مقاطعة فيجل         | 360,921 |
| 11 | مقاطعة فيبورج       | 234,896 |
| 12 | مقاطعة ستورستروم    | 262,781 |
| 13 | مقاطعة أروس         | 661,370 |

## الحكومة والسياسة

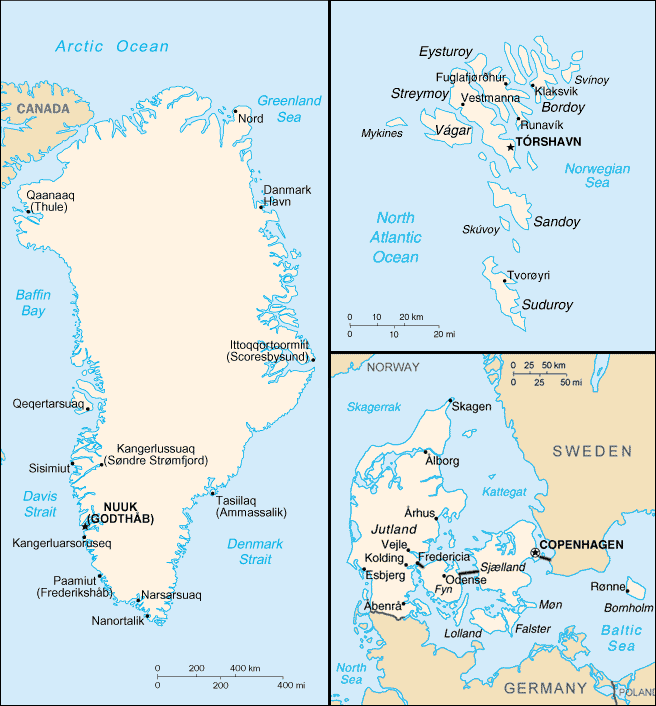
الدنمارك وتبعيتها (غرينلاند وجزر فارو)

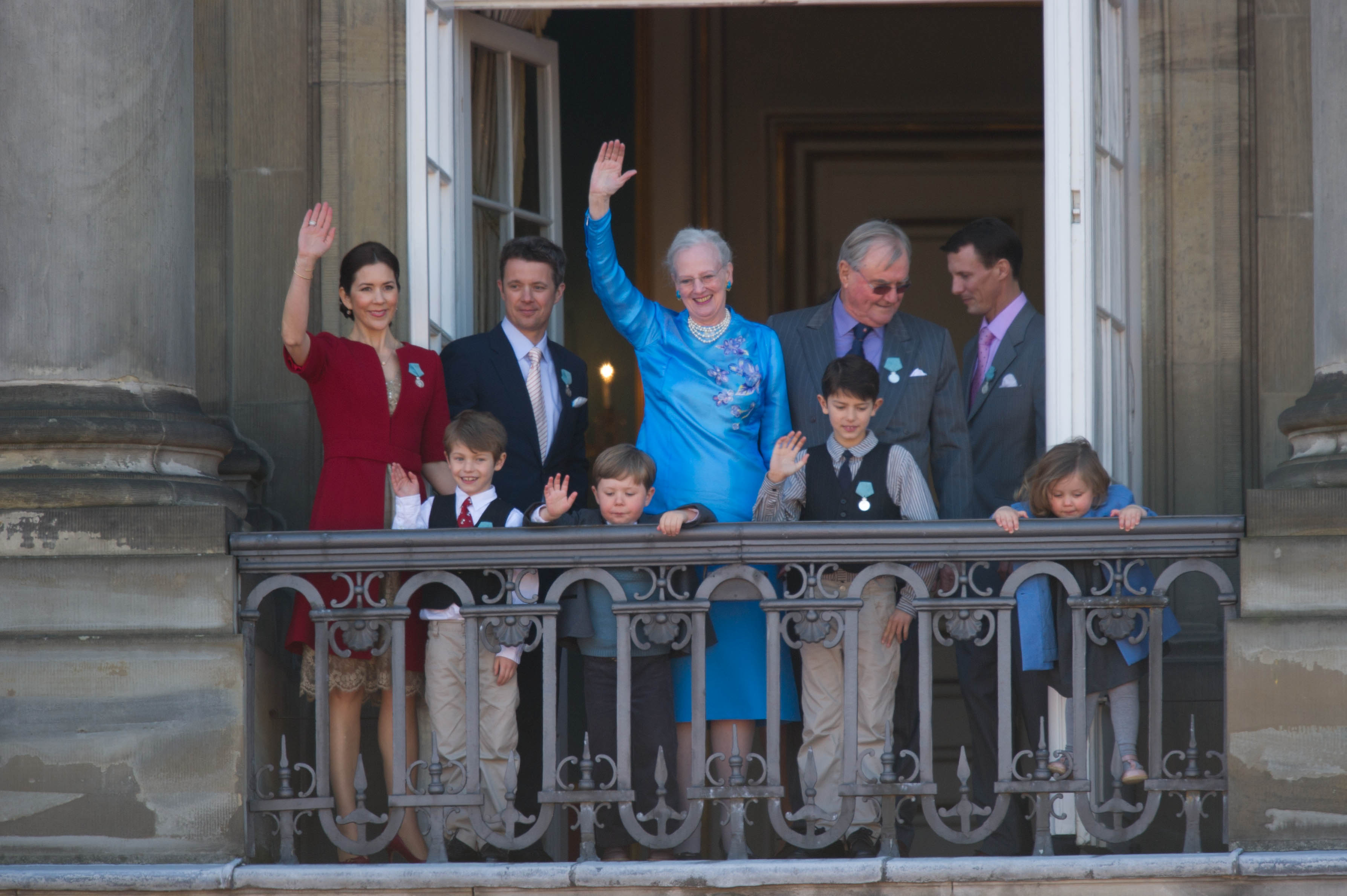
العائلة الملكية الدنماركية

مملكة الدنمارك ذات نظام ملكي دستوري. على النحو المنصوص عليه في الدستور الدنماركي لا يحاسب الملك على أفعاله ويمتلك حصانة. يعين الملك رسمياً أو يعزل رئيس الوزراء أو وزراء آخرين. عادة ما يتم اختيار رئيس الوزراء من خلال التفاوض بين قادة أحزاب البرلمان.
قبل أن يصدق الملك على القوانين لا بد من مناقشتها والتدابير الحكومية الهامة في شتاتسراديت وهو مجلس ملكي برئاسة الملك. بروتوكولات المجلس الملكي الدنماركي سرية. على الرغم من أن الملك يمتلك سلطة تنفيذية إلا أن هذه السلطة تبقى شرفية حصراً. يتوقع من الملك أن يبتعد عن السياسة تماماً وأن يمتنع عن التأثير على الحكومة. على سبيل المثال، لا تدلي العائلة المالكة بأصواتها في الانتخابات أو الاستفتاءات على الرغم من أن لها الحق في ذلك.

### الحكومة
البرلمان الدنماركي أحادي المجلس ويُسمى فولكتينغ (بالدنماركية: Folketinget). وهو الهيئة التشريعية لمملكة الدنمارك، ويُقرّ القوانين التي تُطبّق في الدنمارك، وبدرجات متفاوتة، في جرينلاند وجزر فارو. كما يتولى البرلمان مسؤولية اعتماد ميزانيات الدولة، والموافقة على حساباتها، وتعيين الحكومة ومراقبتها، والمشاركة في التعاون الدولي. يجوز للحكومة أو لأعضاء البرلمان تقديم مشاريع القوانين. ويجب عرض جميع مشاريع القوانين المُقرّة على مجلس الدولة للحصول على الموافقة الملكية في غضون ثلاثين يومًا لتصبح قانونًا نافذًا.
[[قصر كريستيانسبورغ البرلمان والمحكمة العليا والمكاتب الحكومية]]
تناط السلطة التشريعية في القسم التنفيذي (رئيس الوزراء) والبرلمان الدنماركي سوية. بينما تقع السلطة القضائية على عاتق المحاكم العدلية. يمارس السلطة التنفيذية نيابة عن الملك رئيس الوزراء وحكومته. هؤلاء الوزراء مسؤولون أمام فولكتنجيت (البرلمان الدنماركي) وهو الهيئة التشريعية التي تعتبر تقليدياً السلطة العليا (أي قادرة على التشريع بشأن أي مسألة وليست ملزمة بقرارت سابقاتها).

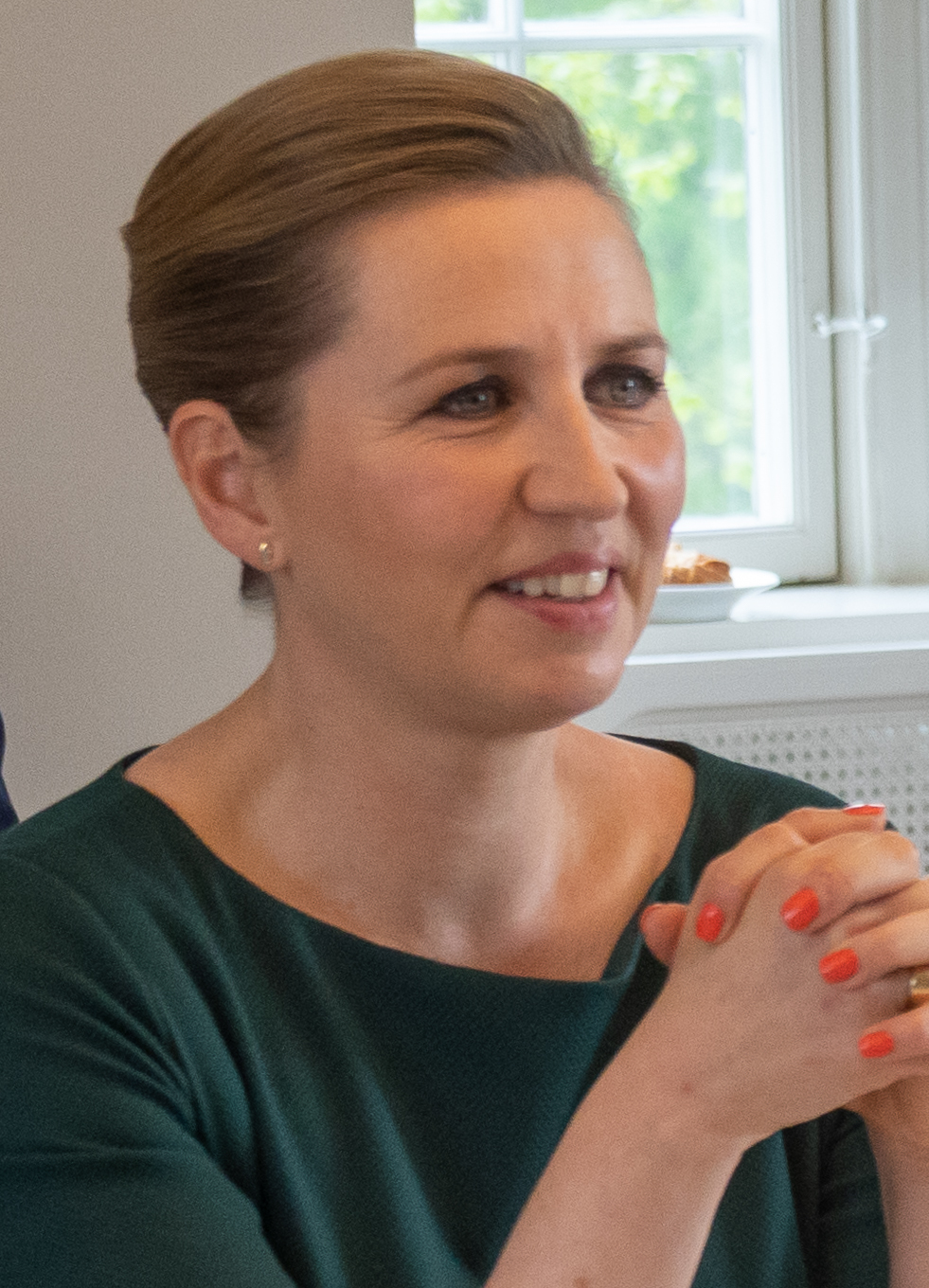
رئيسة وزراء الدنمارك مته فريدريكسن.

يمتلك البرلمان الدنماركية السلطة التشريعية في نهاية المطاف وفقا لمبدأ السيادة البرلمانية ومع ذلك وجهت تساؤلات حول السيادة بسبب دخول الدنمارك في الاتحاد الأوروبي. يتألف البرلمان من 175 عضوا ينتخبون بالأغلبية النسبية، بالإضافة إلى عضوين من كل من غرينلاند وجزر فارو. تقام الانتخابات البرلمانية على الأقل مرة كل أربع سنوات، ولكن من ضمن صلاحيات رئيس الوزراء أن يطلب من العاهل الدعوة إلى انتخابات مبكرة. في تصويت بحجب الثقة يمكن للبرلمان أن يجبر وزيرا أو حتى كامل الحكومة على الاستقالة.
ولد النظام السياسي الدنماركي تحالفات تقليدية. كما كانت معظم الحكومات الدنماركية بعد الحرب حكومات تحالفات الأقلية بدعم من الأحزاب غير الحكومية.
أندرس فوغ راسموسن عن حزب فنستر، وهو حزب ليبرالي من يمين الوسط، رئيس وزراء الدنمارك من نوفمبر 2001 إلى أبريل 2009. تألفت حكومته الائتلافية من حزب فنستر وحزب الشعب المحافظ مع دعم برلماني من حزب الشعب اليميني الدنماركي. حصلت الأحزاب الثلاثة على أغلبية برلمانية في انتخابات عام 2001 وحافظت عليها دون تغيير تقريباً في انتخابات 2005. دعي يوم 24 أكتوبر 2007 إلى انتخابات مبكرة من جانب رئيس الوزراء في 13 نوفمبر. بعد الانتخابات تعزز موقع حزب الشعب الدنماركي في حين فقد حزب فنستر الذي يقوده اندرس فوغ راسموسن مقاعد بينما حافظ حزب الشعب المحافظ على نفس عدد المقاعد في البرلمان قبل الانتخابات. ضمنت النتيجة بقاء راسموسن لفترة ثالثة في رئاسة الوزراء.
في خريف عام 2008 استمرت الشائعات برغبة راسموسن بالترشح لرئاسة الناتو. في 4 أبريل 2009، وخلال قمة حلف شمال الأطلسي في ستراسبورغ أكد راسموسن هذه المراهنات. تم التغلب على المعارضة داخل منظمة حلف شمال الأطلسي ولا سيما من تركيا وعين راسموسن الأمين العام لحلف شمال الأطلسي.
في 5 أبريل 2009 استقال راسموسن وترك وزير المالية ونائب رئيس حزب فنستر لارس لوك راسموسن ليكون رئيس الوزراء الجديد.

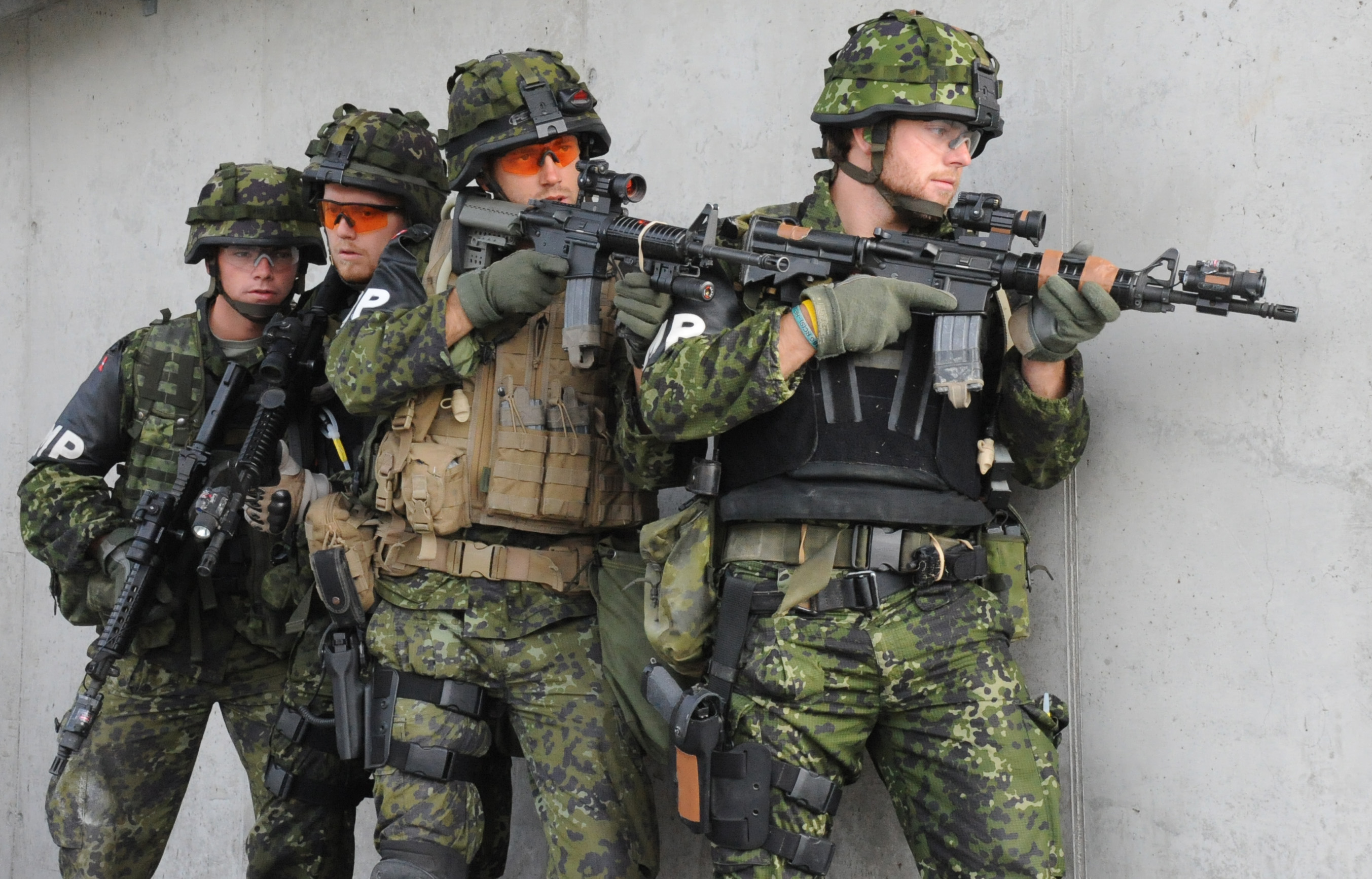
الجنود الدنماركيون في أفغانستان

### القوات المسلحة
تعرف القوات المسلحة في الدنمارك باسم الدفاع الدنماركي. خلال زمن السلم توظف وزارة الدفاع في الدنمارك حوالي 33,000 في المجموع. يعمل في الفروع العسكرية الرئيسية ما يقرب من 27,000 شخص: 15,460 في الجيش الملكي الدنماركي و5,300 في البحرية الملكية الدنماركية و6,050 في سلاح الجو الملكي الدنماركي (بما في ذلك جميع المجندين).
توظف وكالة إدارة الطوارئ الدنماركية 2,000 (بما في ذلك المجندين) ونحو 4,000 لا يعملون في فروع محددة مثل قيادة الدفاع الدنماركية ومؤسسة بحوث الدفاع الدنماركية ومخابرات الدفاع الدنماركي. علاوة على ذلك يعمل حوالي 55,000 كمتطوعين في الحرس الوطني الدنماركي.
أرسل الدفاع الدنماركي حوالي 1,400  من الموظفين في البعثات الدولية. أكبر ثلاث مساهمات هي في أفغانستان (ايساف) وكوسوفو (كفور) ولبنان (اليونيفيل). بين عامي 2003 و2007 كان هناك نحو 450 من الجنود الدنماركيين في العراق.

## الاقتصاد

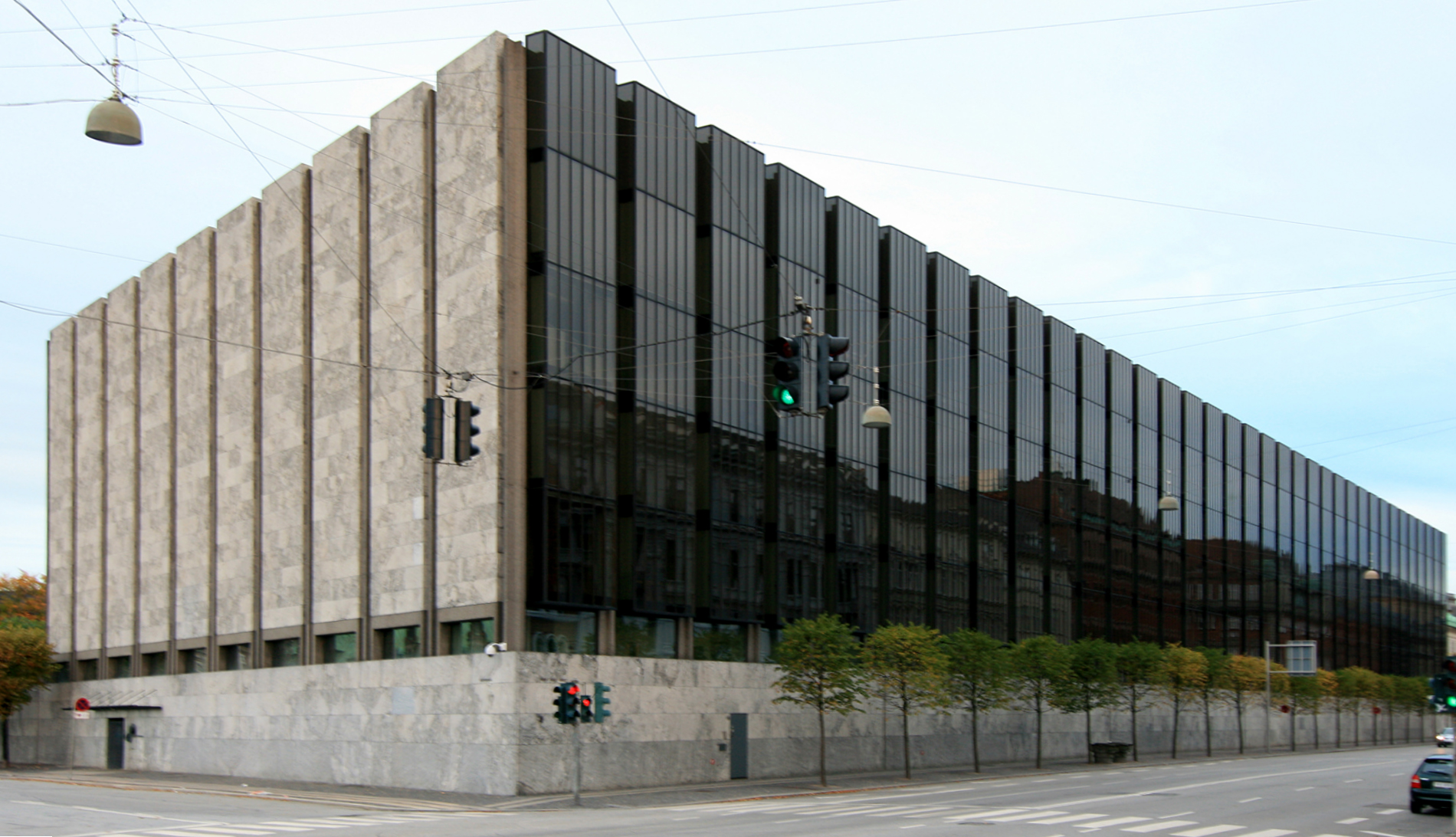
بنك الدنمارك الوطني

يتميز اقتصاد الدنمارك المختلط بمستوى فوق متوسط معيشة أوروبا  وكمية كبيرة من التجارة الحرة. تحتل الدنمارك المرتبة 16 في العالم من حيث الناتج المحلي الإجمالي (بينما تحتل المرتبة الخامسة في تعادل القدرة الشرائية للفرد).
وفقا لمجموعة البنك الدولي سوق العمل في الدنمارك الأكثر مرونة في أوروبا وتدعى السياسة بالأمن المرن. حيث يسعمل التوظيف والفصل والبحث عن عمل جديد. يبلغ حجم القوة العاملة في الدنمارك حوالي 2.9 مليون نسمة. كما تمتلك الدنمارك رابع أعلى نسبة من حملة الشهادات الجامعية في العالم. الناتج المحلي الإجمالي لكل ساعة عمل كان في المرتبة 13 في عام 2009. تمتلك الدنمارك أدنى مستوى في العالم من حيث عدم المساواة في الدخل وفقاً للأمم المتحدة وأعلى حد أدنى للأجور في العالم وفقاً لصندوق النقد الدولي. اعتبارا من يونيو 2010 بلغ معدل البطالة 6.6 ٪ وهو ما يقل عن متوسط الاتحاد الأوروبي عند 9.6 ٪.

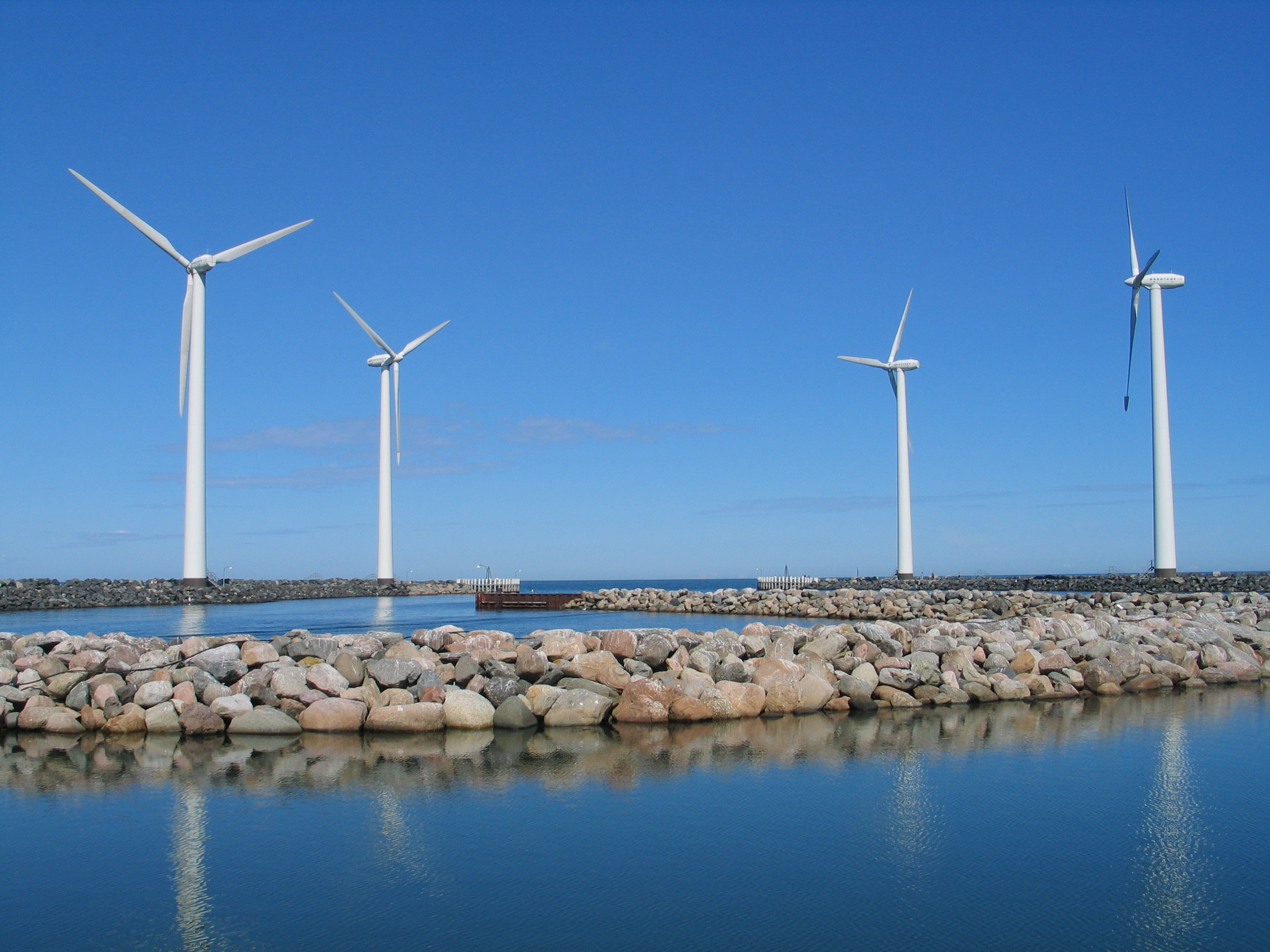
توربينات طاقة الرياح قبالة سواحل الدنمارك

اقتصاد الدنمارك هو واحد من أكثر الاقتصادات تنافسية في العالم وفقا لتقرير المنتدى الاقتصادي العالمي 2008 وصندوق النقد الدولي والإيكونومست. وفقاً لتصنيف منظمة التعاون والتنمية الاقتصادية تحوز الدنمارك على أكثر الأسواق حرية مالية في الاتحاد الأوروبي وواحدة من أكثر أسواق المنتجات حرية.
يبلغ معدل ضريبة الشركات في الدنمارك 25 ٪ ونظام ضريبة خاص محدود الزمن للوافدين. النظام الضريبي الدنماركي ذو قيمة كبيرة (ضريبة القيمة المضافة 25 ٪ من دون إضافة الجمارك والضرائب) وأيضاً أعلى معدلات ضريبة الدخل في العالم.
عملة الدنمارك الوطنية هي الكرونة وهي عملياً مرتبطة باليورو حيث يعادل اليورو الواحد 7,46 كرونة. بينما رفض استبدال الكرونة باليورو في استفتاء في سبتمبر 2000، إلا أن البلد عملياً يتبع السياسات المنصوص عليها في الاتحاد الاقتصادي والنقدي في الاتحاد الأوروبي وتلبي معايير التقارب الاقتصادي للمشاركة في المرحلة الثالثة (اليورو) من الاتحاد النقدي الأوروبي. الغالبية العظمى من الأحزاب السياسية في البرلمان تدعم اليورو لكن حتى الآن لم يتم عقد استفتاء جديد على الرغم من وجود خطط. حيث أن التشكيك في الاتحاد الأوروبي بين الناخبين الدنماركيين ذو جذور تاريخية.
تساهم الدنمارك عبر الحركة التعاونية الدنماركية في جملة من الأمور الزراعية والصناعية الغذائية (دانيش كراون) وإنتاج الألبان (أرلا فودز) ومبيعات التجزئة (بروغسين) وتعاونيات توربينات الرياح وجمعيات المشاركة في السكن.

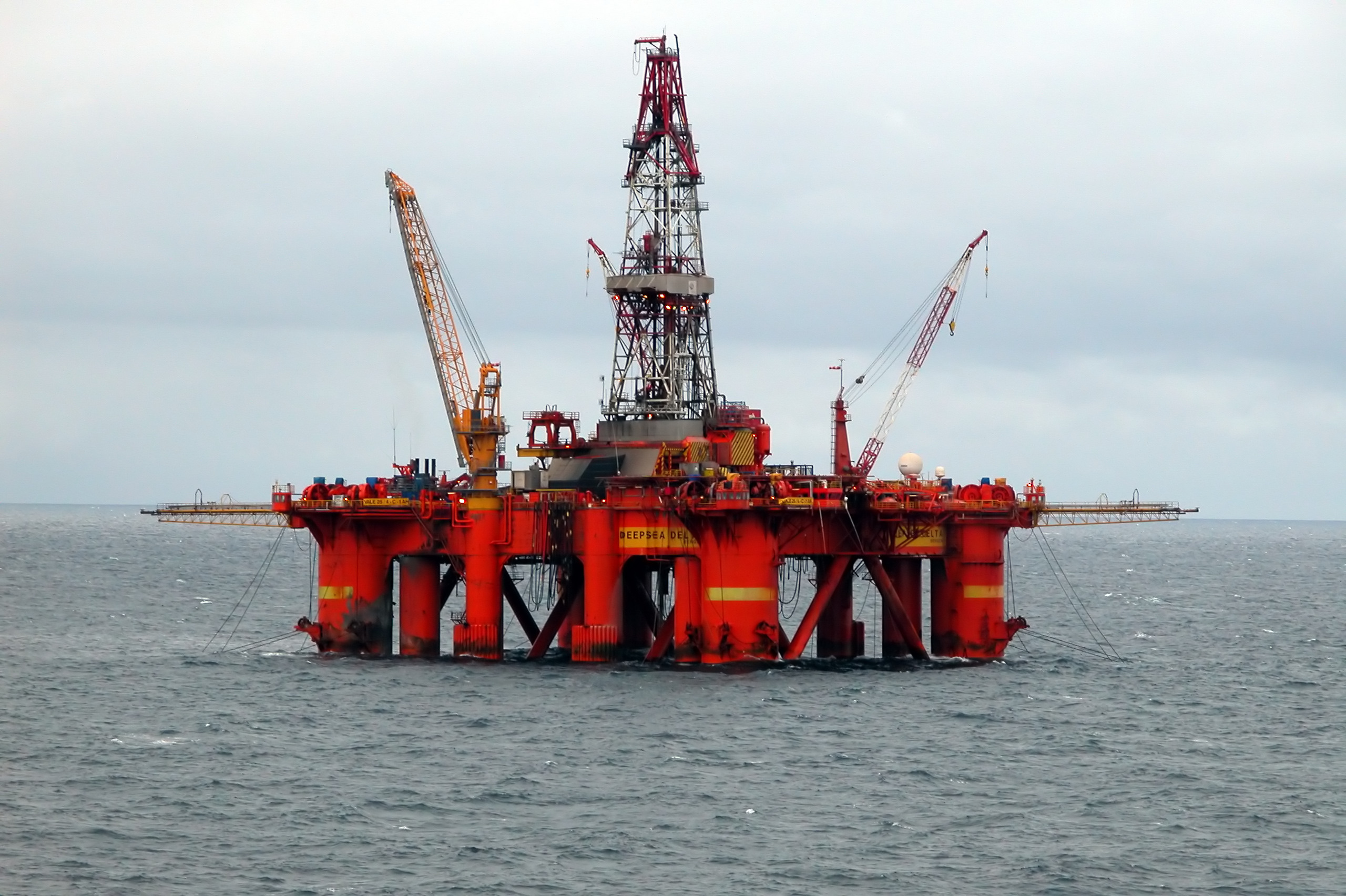
بئر نفط في بحر الشمال

دعم التجارة الحرة عال حيث أنه في استطلاع عام 2007 أجاب 76 ٪ بأن العولمة أمر جيد. 70 ٪ من التعاملات التجارية الدنماركية هي داخل الاتحاد الأوروبي. تمتلك الدنمارك تاسع أعلى معدل صادرات للفرد الواحد في العالم. تشمل الصادرات الرئيسية الآلات والحيوانات والمواد الغذائية والكيماويات والنفط والغاز. الدنمارك مصدر للغذاء والطاقة وامتلكت لعدة سنوات فائض ميزان المدفوعات بينما صارعت للتخلص من حوالي 39 ٪ من الناتج القومي الإجمالي كديون خارجية أو ما يعادل أكثر من 300 مليار كرونة. يضاف إلى الأهمية الاقتصادية الممتلكات البحرية التي تبلغ مساحتها أكثر من 105,000 كم2 (40,000 ميل مربع).

### الطاقة
تمتلك الدنمارك مصادر كبيرة من النفط والغاز الطبيعي في بحر الشمال وتصنف رقم 32 في العالم بين مصدري النفط الخام. ينتج معظم الكهرباء من الفحم، لكن الدنمارك تمتلك أيضاً حصة من الطاقة الريحية. تنتج توربينات الرياح 16-19 ٪ من الطلب على الكهرباء. كما تتصل الدنمارك بواسطة خطوط نقل بالدول الأوروبية الأخرى.
لتشجيع الاستثمار في طاقة الرياح عرض على العائلات إعفاء ضريبي لتوليد الكهرباء الخاصة بهم في بلدياتهم أو في البلديات المجاورة. يمكن أن يكون ذلك من خلال شراء التوربينات أو الاستثمار في أسهم تعاونيات توربينات الرياح والتي بدورها تستثمر في التوربينات وهو الأغلب. بحلول عام 2004 ساهم أكثر من 150,000 من الدنمركيين في إحدى الأمرين حيث تم تركيب حوالي 5500 توربين على الرغم من أنه ومع تدخل القطاع الخاص تراجعت حصة التعاونيات إلى 75 ٪.
بسبب الضرائب على الطاقة، تمتلك الدنمارك أعلى أسعار كهرباء منزلية في العالم،  بينما تدفع الصناعات أقل بقليل من متوسط الاتحاد الأوروبي.

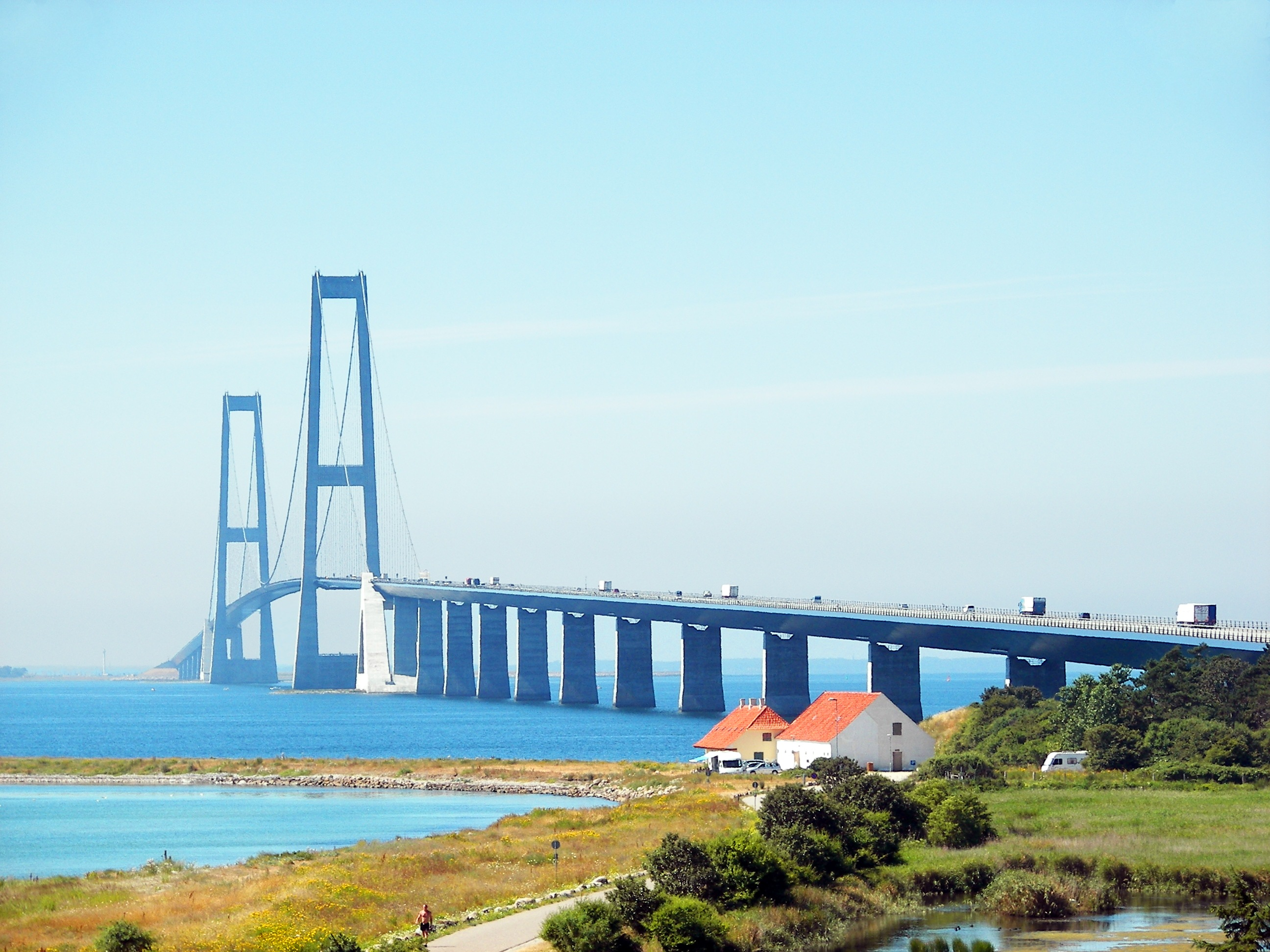
جسر ستوربيلتبروين يربط بين فين وزيلاند.

### وسائل المواصلات والنقل
تحقق قدر كبير من الاستثمار في بناء الطرق وخطوط السكك الحديدية بين كوبنهاغن ومالمو في السويد (جسر أوريسند)، وبين زيلاند وفين (جسر الحزام الكبير الثابت). كما تشكل أيضاً ميناء كوبنهاغن مالمو بين المدينتين كمنفذ مشترك.
مشغل السكك الحديدية الرئيسي هو دانسك ستاتسبانر لخدمات نقل الركاب ودي بي شنكر ريل لقطارات البضائع. بينما تقوم بانيدنمارك بصيانة خطوط السكك الحديدية. يوجد في كوبنهاغن نظام مترو صغير، بينما تمتلك منطقة كوبنهاغن الكبرى شبكة واسعة النطاق من الخطوط الحديدية المكهربة.

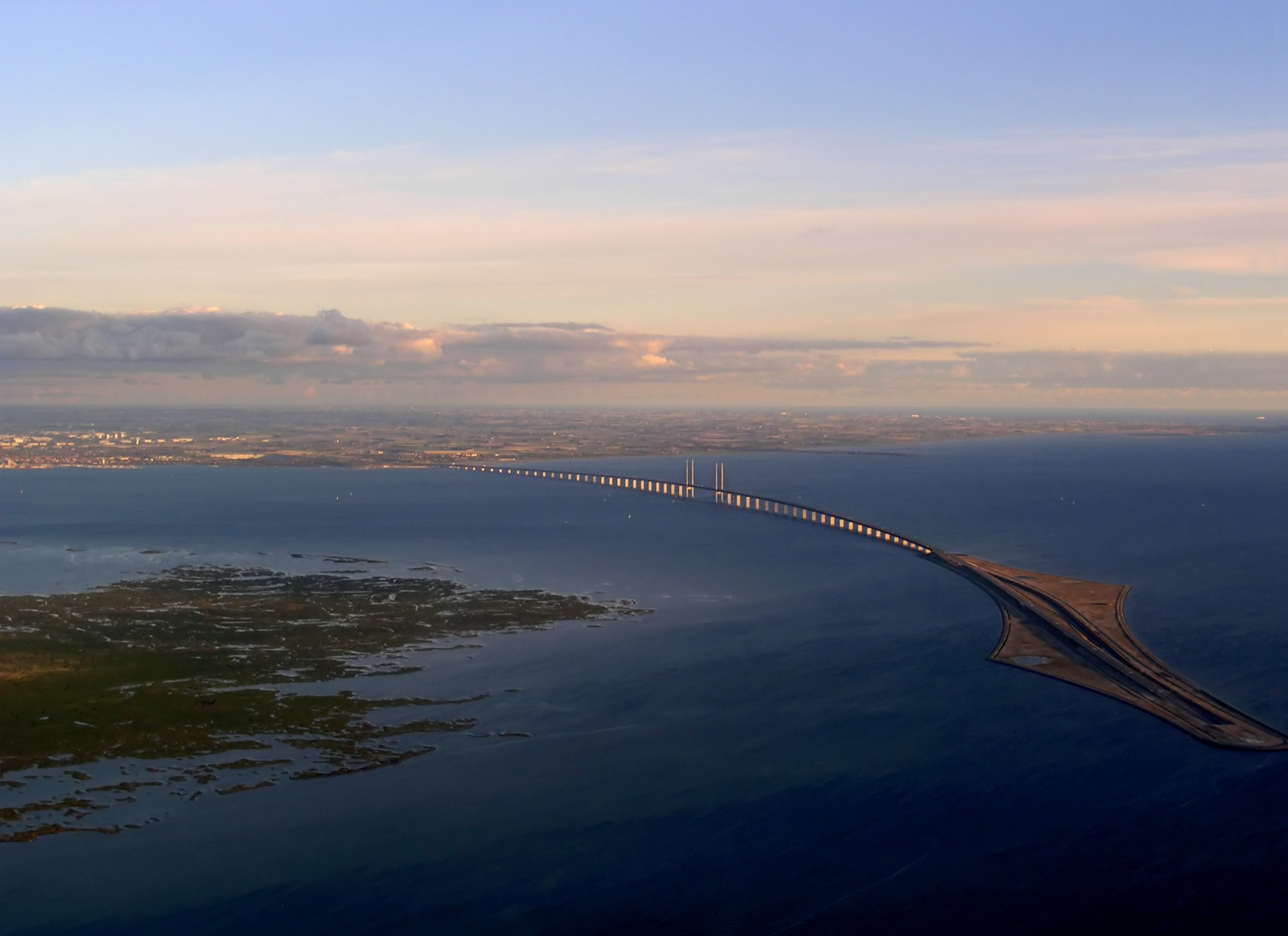
جسر أوريسند بين الدنمارك والسويد. على اليمين جزيرة بيبرهولم الاصطناعية وعلى اليسار سالتهولم.

شركة الطيران الوطنية في الدنمارك (جنبا إلى جنب مع النرويج والسويد) هي الخطوط الجوية الإسكندنافية (ساس)، ومطار كوبنهاغن هو أكبر مطار في البلاد وأيضاً أكبر مركز في الدول الإسكندنافية.
توفر شركة سميريل لاين خط عبارة إلى جزر فارو، بينما تقوم دي اف دي اس بتشغيل خدمات دولية إلى النرويج والمملكة المتحدة وسكاندلاينز إلى ألمانيا والسويد وستينا لاين إلى النرويج والسويد وكلر لاين إلى النرويج وفيورد لاين إلى النرويج.
يتزايد استخدام المركبات الخاصة كوسيلة من وسائل النقل. بسبب ضريبة التسجيل العالية (180 ٪) وضريبة القيمة المضافة (25 ٪) وأعلى معدل ضريبة دخل في العالم تكون السيارات الجديدة غالية جداً. الغرض من هذه الضريبة هو تثبيط ملكية السيارات. سواء كان أسطول صغير من السيارات القديمة أفضل من أسطول أكبر من السيارات الحديثة لا يزال الأمر محط جدل، لكن مع ازدياد أسطول السيارات بنسبة 45 ٪ على مدى السنوات الثلاثين الماضية فإن تأثير ارتفاع الضرائب على حجم الأسطول يبدو ضئيلاً.
في عام 2007، جرت محاولة من قبل الحكومة لصالح السيارات الصديقة للبيئة عن طريق تخفيض الضرائب قليلاً عن السيارات التي قطعت مسافات طويلة. ومع ذلك، لهذا تأثير قليل حيث شهدت الدنمارك في عام 2008 زيادة في استيراد السيارات القديمة غير الفعالة من ناحية الوقود (و معظمها أقدم من 10 سنوات)،  في المقام الأول من ألمانيا حيث أن تكاليفها بما في ذلك الضرائب تبقي هذه السيارات ضمن ميزانية العديد من الدنمركيين.
الدنمارك في موقف قوي من حيث دمج مصادر الطاقة المتقلبة التي لا يمكن التنبؤ بها مثل طاقة الرياح. تهدف الدنمارك الآن لاستغلال هذه المعرفة في قطاع النقل من خلال التركيز على نظم البطارية الذكية.

### العلوم والتقنية

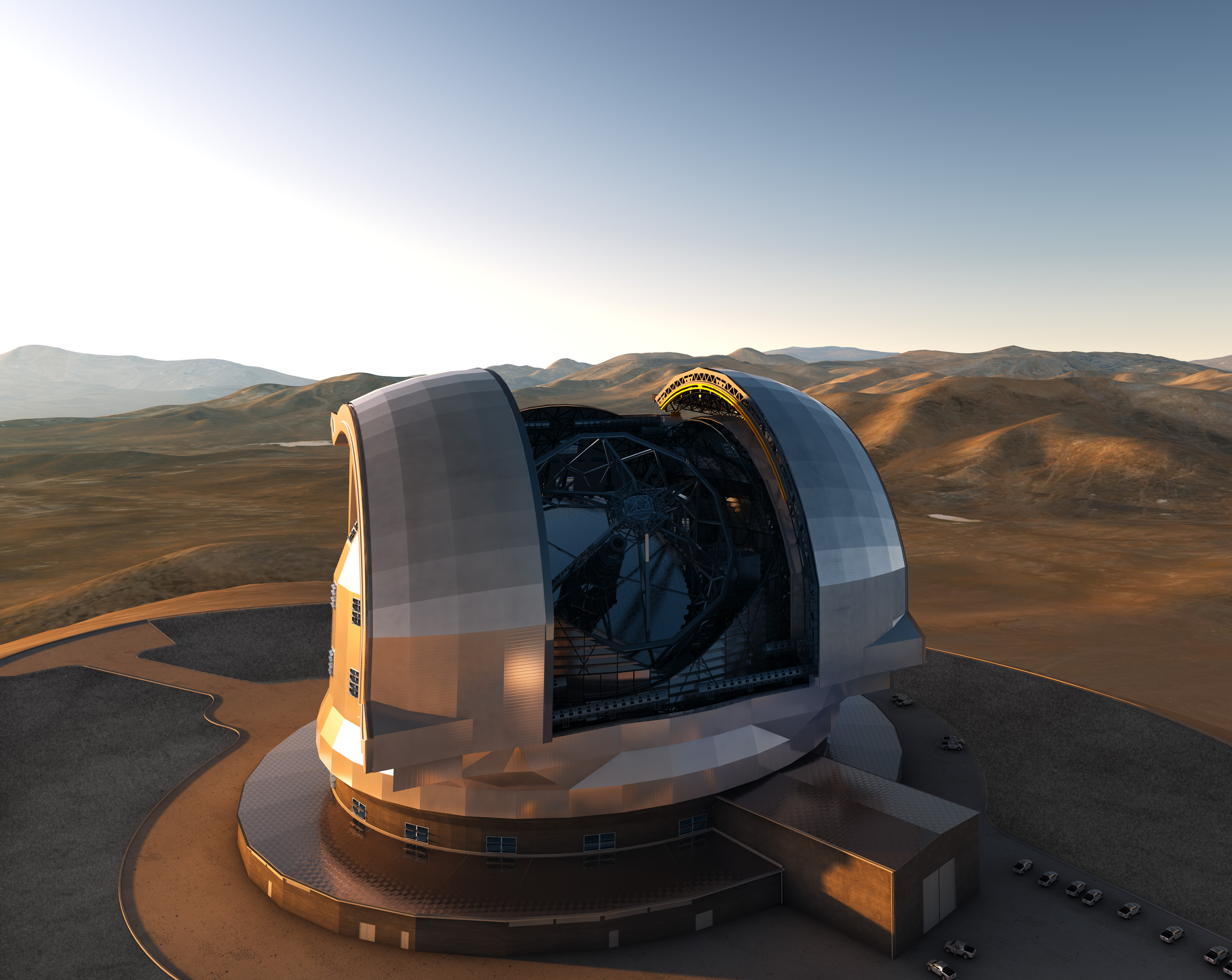
باستثمار 8.5 مليون يورو على مدار عشر سنوات، تؤكد الدنمارك مشاركتها في مشروع المقراب فائق الكبر.

تتمتع الدنمارك بتاريخ طويل من الابتكار والمشاركة العلمية والتكنولوجية، وقد شاركت على المستوى الدولي منذ بداية الثورة العلمية. في الوقت الحالي، تشارك الدنمارك في العديد من المشاريع الدولية رفيعة المستوى في مجال العلوم والتكنولوجيا، بما في ذلك سيرن، والمفاعل البشري التجريبي الدولي، ووكالة الفضاء الأوروبية، ومحطة الفضاء الدولية ومقراب فائق الكبر. حلّت الدنمارك في المرتبة التاسعة في مؤشر الابتكار العالمي عام 2023، متراجعة من المرتبة السابعة عام 2020 ومن المركز السابع عام 2019. وتراجعت للمركز العاشر في مؤشر 2024.

في القرن العشرين، كان الدنماركيون مبتكرين في العديد من مجالات التكنولوجيا. كان للشركات الدنماركية تأثيراً في صناعة الشحن البحري من خلال تصميم أكبر سفن الحاويات وأكثرها كفاءة في استخدام الطاقة في العالم، وهي Maersk Triple E class، وساعم المهندسون الدنماركيون في تصميم محركات مان ديزل. في مجال البرمجيات والإلكترونيات، ساهمت الدنمارك في تصميم وتصنيع هاتف نورديك النقال وكانت الشركة الدنماركية المنحلّة دان كول من أوائل الشركات التي طوّرت هواتف نقالة ضمن إطار النظام العالمي لاتصالات الهواتف المحمولة.
علوم الحياة هي قطاع رئيسي يتضمن أنشطة بحث وتطوير واسعة النطاق. يُعتبر المهندسون الدنماركيون رواداً في توفير معدات العناية والمنتجات الدوائية الخاصة بمرض السكري في شركة نوفو نورديسك، ومنذ عام 2000، طوّرت شركة التقانة الحيوية الدنماركية نوفوزيمز الرائدة في مجال الإنزيمات، إنزيمات لتحويل النفايات إلى إيثانول سليولوزي. يعتبر وادي ميديكون، الممتدّ عبر منطقة أوريسند بين زيلندا والسويد، أحد أكبر تجمّعات الأعمال المخصصة لعلوم الحياة في أوروبا.
تولّى علماء الكمبيوتير ومهندسو البرمجيات في الدنمارك أدواراً قيادية في تطوير بعض لغات البرمجة على مستوى العالم، ويشمل ذلك: أندرس هيلسبرغ (توربو باسكال، دلفي (لغة برمجة)، سي شارب)؛ راسموس ليردورف (بي إتش بي)؛ بيارن ستروستروب (سي++)؛ دافيد هاينماير هانسون (روبي أون ريلز)؛ لارس باك، رائد في الأجهزة الافتراضية (كروم في 8، آلة جافا الافتراضية، دارت (لغة برمجة)). الفيزيائية لين هاوأول شخص أوقف الضوء؛ ما أدى إلى التقدّم في الحساب الكمومي والهندسة النانوية والبصريات الخطية.

### السياسة العامة
بعد تحرير سوق العمل في التسعينات أصبحت الدانمارك واحدة من أكثر أسواق العمل حرية في البلدان الأوروبية. وفقاً لتصنيف أسواق العمل للبنك الدولي، فإن مرونة سوق العمل هي في نفس مستوى الولايات المتحدة. ينتمي حوالي 80 ٪ من الموظفين إلى نقابات وصناديق البطالة التي ترتبط بها، ولكن النسبة آخذة في التراجع. تحدد سياسات سوق العمل أساساً عبر المفاوضات بين النقابات وأرباب العمل، ولا تتدخل الحكومة إلا إذا طالت الإضرابات العمالية لفترة طويلة جداً.
على الرغم من نجاح النقابات العمالية، فإن عدد المتعاقدين فردياً آخذ في التزايد بدلاً من العقود الجماعية، بينما يفكر العديدون (أربعة من أصل عشرة موظفين) في التخلي عن صندوق البطالة تماماً وأحياناً حتى عضوية الاتحاد. يتلقى الموظف العادي إعانة قدرها 47 ٪ من مستوى أجره إذا طالب بالإعانة في حال كان عاطلاً عن العمل. مع انخفاض البطالة، فإن عدد من يتوقعون طلب الإعانة قليل جداً. يكون حينها السبب الوحيد لدفع الأموال المخصصة لصندوق البطالة التقاعد المبكر والحصول على بدل التقاعد، وهو أمر ممكن عند سن الستين شرط دفع مساهمة إضافية تخصص لصندوق البطالة.
كان معدل البطالة في ديسمبر 2007 عند 2.7٪ أي 74,900 شخصاً، حيث تراجع العدد بـ 112,800 شخصاً (بمعدل 2,400 شخص في الشهر) أو 60 ٪ منذ ديسمبر 2003. يبلغ تقدير اليوروستات للبطالة في أغسطس 2008 عند 2.9 ٪. تحقق ذلك من خلال توظيف أكثر من 38 ٪ (800,000 نسمة)  من مجموع القوى العاملة في وظائف القطاع العام. معيار آخر لوضع سوق العمل هو معدل العمالة، وهو النسبة المئوية للأشخاص الذين تتراوح أعمارهم بين 15 و64 في العمالة من العدد الإجمالي للأشخاص الذين تتراوح أعمارهم بين 15 و64. كان معدل العمالة في الدنمارك في عام 2007 نحو 77.1٪ وفقا لليوروستات. من بين جميع البلدان في العالم، تتجاوزها فقط سويسرا عند 78٪ وآيسلندا عند 85.1 ٪.
في ديسمبر 2008، أفادت إحصاءات الدنمارك أن 100,000 من الدنماركيين قد تأثروا بالبطالة في الربع الثالث من عام 2008. من بين هؤلاء حصل 62 ٪ على عمل في غضون شهرين بينما كان 6 ٪ منهم عاطلين عن العمل لمدة سنتين أو أكثر.
يتوقع أن يصل عدد العاطلين عن العمل إلى 65,000 شخص في عام 2015. بينما سيبلغ عدد السكان في سن العمل من دون ذوي الاحتياجات الخاصة وما إلى ذلك، سينمو بنحو 10,000 شخص إلى 2,860,000 بينما سيصل عدد الوظائف المتاحة إلى 2,790,000 بزيادة قدرها 70,000  بما في ذلك وظائف الدوام الجزئي. بسبب الطلب الحالي المرتفع والنقص في الكادر من العمالة الماهرة - على سبيل المثال في المصانع والخدمات بما في ذلك الممرضات والأطباء - فقد ارتفع المتوسط السنوي لساعات العمل ولا سيما بالمقارنة مع ركود 1987-1993. تتصاعد الحاجة باستمرار لعمال الخدمات من جميع الأنواع أي في الخدمات البريدية وسائقي الحافلات والأكاديميين. وصل عدد الأجانب العاملين في البلاد في خريف عام 2007 إلى أكثر من 250,000، منهم 23,000 لا يزالون يقيمون في ألمانيا أو السويد. وفقاً لمسح عينات شمل أكثر من 14,000 مؤسسة بين ديسمبر 2007 إلى أبريل 2008 كانت هناك 39,000 وظيفة شاغرة، وهو عدد أقل بكثير من الدراسات الاستقصائية السابقة مما يؤكد حدوث تراجع في الدورة الاقتصادية.
يعتمد مستوى إعانات البطالة على تاريخ العمل السابق (تصل أعلى قيمة للإعانة إلى 90 ٪ من الأجر) وأيضاً في بعض الأحيان على عضوية صندوق البطالة، والذي هو دائماً تقريباً يدار (لكن ليس بالضرورة) من طرف النقابات العمالية ودفع الاشتراكات السابقة. مع ذلك لا يزال النصيب الأكبر من التمويل يأتي من طرف الحكومة المركزية ويتم تمويله عن طريق الضرائب العامة، وبدرجة طفيفة من المساهمات المخصصة. لا توجد ضرائب على العائدات المكتسبة من بيع الشخص لمنزله (بشرط الإنصاف) حيث أن معدل الضريبة الهامشية على رؤوس الأموال القادمة من وفورات السكن هي حوالي 0 ٪.
يترافق نموذج دولة الرفاه الدنماركية بنظام ضريبي ذو قاعدة عريضة (ضريبة القيمة المضافة 25 ٪، ولا تشمل العمل والجمارك والضرائب) وبوجود ضريبة دخل تصاعدية، وهو ما يعني أن معدل ضريبة الدخل يزداد مع ازدياد الدخل السنوي (معدل الحد الأدنى للضريبة على البالغين هو 42 ٪ وتصل لأكثر من 60 ٪، باستثناء سكان إرتولمين الذين لا يدفعون ضريبة الرعاية الصحية البالغة 8 ٪. تشمل الضرائب الأخرى ضريبة على تسجيل المركبات الخاصة، بمعدل 180 ٪ بالإضافة إلى ضريبة القيمة المضافة. في الآونة الأخيرة (يوليو 2007) جرى تعديل طفيف على تلك الضريبة لتشجيع السيارات الأكثر كفاءة مع الوقود ولكن مع الحفاظ على مستوى الضرائب الوسطي.

## الديموغرافيا
وفقاً لأرقام إحصائية من الدنمارك، في عام 2009 كان نحو 90.5 ٪ من سكان الدنمارك البالغين 5,400,000 من أصل دنماركي. بينما أغلب النسبة المتبقية 9.5% هم من المهاجرين أو من أبناء المهاجرين الجدد من البوسنة والهرسك والبلدان المجاورة وجنوب آسيا وغربها حيث وصل أغلبهم بعد «قانون الغرباء» الذي صدر في 1983 والذي يسمح بلم شمل أسر المهاجرين. هناك أيضاً مجموعات صغيرة من الإنويت الاسكيمو في غرينلاند وجزر فارو. هناك توتر عنصري بين مجموعات متعددة على تجارة الحشيش غير المشروعة. خلال السنوات الأخيرة، أدت المشاعر المناهضة للهجرة الجماعية إلى بعض أشد قوانين الهجرة في الاتحاد الأوروبي. مع ذلك، فإن عدد تصاريح الإقامة المتعلقة بالعمالة والأشخاص من داخل الاتحاد الأوروبي أو المنطقة الاقتصادية الأوروبية ازداد منذ تنفيذ قوانين الهجرة الجديدة في عام 2001. بينما انخفض عدد المهاجرين المسموح لهم بدخول الدنمارك لجمع شمل الأسرة بنسبة 70 ٪ بين عامي 2001 و2006 إلى 4,198. خلال نفس الفترة تراجعت التصاريح الممنوحة لطالبي اللجوء بنسبة 82.5 ٪ لتصل إلى 1,095 مما يعكس انخفاضاً بنسبة 84 ٪ في طالبي اللجوء إلى 1,960.
يبلغ تعداد سكان الدنمارك 5,806,015 مليون نسمة لعام 2018. بينما تبلغ الكثافة السكانية 136 نسمة لكل كم2. كما هو الحال في معظم البلدان، لا يتم توزع السكان بشكل متناسق. على الرغم من أن مساحة الأرض شرق الحزام الكبير تبلغ فقط 9,622 كم2 أي 22.7 ٪ من مساحة الدنمارك، إلا أنه يقطنها 45٪ (2,465,348) من السكان. يبلغ متوسط الكثافة السكانية في هذه المنطقة 256.2 نسمة لكل كيلومتر مربع. أما متوسط الكثافة في غرب البلاد البالغة مساحته 32,772 كيلومتر مربع هي 91.86/كم2 أي 3,010,443 شخص في عام 2008.
يبلغ متوسط الأعمار في الدنمارك 39.8 سنة حيث يوجد 0.98 ذكر لكل أنثى. تبلغ نسبة محو الأمية 98.2 ٪ من السكان (سن 15 وما فوق). معدل المواليد هو 1.74 طفل لكل امرأة (تقديرات 2006) والذي سينعكس في انخفاض في نسبة العمال إلى المتقاعدين. على الرغم من انخفاض معدل المواليد فإن تعداد السكان لا يزال ينمو بمعدل سنوي متوسط قدره 0.33٪. تشير الدراسات الدولية إلى أن سكان الدنمارك هم أسعد من أي بلد في العالم.
الدنماركية هي اللغة الرسمية في البلاد بينما الإنكليزية والألمانية هما اللغتان الأجنبيتان الأكثر استعمالاً.
ذكر أن ما مجموعه 1,516,126 من الأمريكيين ذو أصول دانماركية في مسح 2006 للمجتمع الأميركي. وفقاً لتعداد عام 2006، كان هناك 200,035 من الكنديين من ذوي الخلفية الدنماركية.

### الدين
المسيحية هي الديانة السائدة في الدنمارك. في يناير عام 2017، كان 75.9٪ من سكان الدنمارك أعضاءً في كنيسة الدنمارك (Den Danske Folkekirke)، وهي الكنيسة الرسمية، وهي بروتستانتية في التصنيف ولوثرية في التوجه. انخفضت بنسبة 1.0 ٪ مقارنة بالعام السابق و1.9 ٪ مقارنة بالسنتين السابقتين، على الرغم من ارتفاع عدد الأعضاء، فإن 3٪ فقط من السكان يحضرون بانتظام خدمات يوم الأحد، و19٪ فقط من الدنماركيين يعتبرون الدين جزءًا مهمًا من حياتهم.
يشكل المسلمون في الدنمارك نحو 5,3٪ من مجموع السكان سنة 2018 وهم ثاني أكبر مجتمع ديني في البلاد. وفقاً للمحة عامة عن مختلف الأديان والطوائف صادرة عن وزارة الخارجية الدنماركية، لا تشكل أي من المجموعات الدينية الأخرى أكثر من 1 ٪ من السكان بينما تشكل مجتمعة حوالي 2 ٪.
وفقاً لاستطلاع يوروباروميتر الأخير عام 2005،  أجاب 31 ٪ من المواطنين الدنماركيين أنهم «يعتقدون بوجود الله»، بينما أجاب 49 ٪ أنهم «يعتقدون بوجود نوع ما من الروح أو قوة الحياة» وأجاب 19 ٪ أنهم «لا يعتقدون بوجود الله أو أي روح أو قوة الحياة». وفقاً لدراسة أجراها زوكرمان عام 2005، تمتلك الدنمارك ثالث أعلى نسبة من الملحدين واللاأدريين في العالم ويقدرون فيما بين 43 ٪ و80 ٪ من السكان.
كانت اللوثرية لأكثر من مائة عام بعد الإصلاح الدين القانوني الوحيد في الدنمارك، ولكن في 1682 اعترفت الدولة بثلاث عقائد أخرى هي الرومانية الكاثوليكية والكنيسة البروتستانتية واليهودية. حتى هجرة المسلمين مؤخراً، كانت تلك الثلاثة عملياً العقائد غير اللوثرية الوحيدة الممارسة في الدنمارك. اعتباراً من عام 2005، تم الاعتراف بـ 19 جالية مسلمة رسميا. بينما اعترف بفورن سيدر أو العادات القديمة وهي من الديانات الوثنية القديمة في الدنمارك رسمياً في نوفمبر 2003.
لا تحتاج الكنائس أو الجمعيات الدينية إلى أن تحصل على اعتراف من الدولة في الدنمارك، ويمكن أن تمنح الحق في أداء مراسم الزفاف وغيرها من دون هذا الاعتراف.

### التعليم

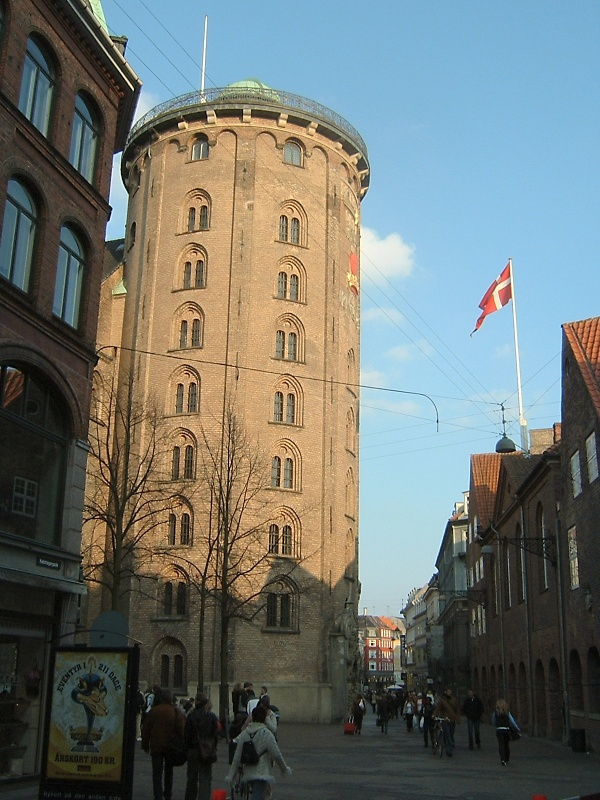
جامعة كوبنهاغن

يوفر نظام التعليم الدنماركي التعليم من المرحلة الابتدائية فالثانوية ومعظم أنواع التعليم العالي. التسجيل في المدارس العامة أو ما يعادلها إلزامي لمدة لا تقل عن 9 سنوات. يمكن أن تعادلها المدارس الخاصة أو التعليم المنزلي. يذهب حوالي 99 ٪ من الطلاب إلى المدرسة الابتدائية بينما يلتحق 86 ٪ بالمدارس الثانوية ويواصل 41 ٪ التعليم العالي. التعليم الجامعي في الدنمارك مجاني حيث لا توجد رسوم تسجيل. كما يمكن لطلاب المدارس الثانوية والتعليم العالي التقدم بطلب دعم طلابي والذي يوفر مصروفاً مالياً شهرياً ثابتاً.
تعرف المدارس الابتدائية في الدنمارك بالمدارس العامة الدنماركية. تضم هذه المدارس التعليم من الصف الأول إلى العاشر رغم أن الصف العاشر اختياري. يمكن للطلاب الالتحاق بالمدارس الحرة أو المدارس الخاصة أي المدارس التي لا تخضع لإدارة البلديات، مثل المدارس المسيحية ومدارس فالدورف. يصنف البرنامج الدولي لتقييم الطلبة والمنسق من جانب منظمة التعاون والتنمية الاقتصادية التعليم في الدنمارك في المرتبة 24 عالمياً في عام 2006، وبالتالي ليست أعلى بكثير ولا أقل من متوسط منظمة التعاون والتنمية.
بعد التخرج من المدارس العامة، توجد العديد من الفرص التعليمية الأخرى، بما في ذلك الجمنازيوم - وهي مؤسسة تعليم ثانوي موجهة أكاديمياً - والامتحان التحضيري العالي (مماثلة للجمنازيوم ولكنه أقصر بسنة واحدة) وبرنامج الفحص التقني العالي (مع التركيز على الرياضيات والهندسة) وبرنامج الفحص التجاري العالي (مع التركيز على التجارة والأعمال التجارية) فضلاً عن التعليم المهني وتدريب الشباب للعمل في مهن محددة من خلال مزيج من التعليم والتدريب المهني.
تهدف برامج جمنازيوم والامتحان التحضيري العالي وبرنامج الفحص التقني العالي وبرنامج الفحص التجاري العالي لتأهيل الطلاب للتعليم العالي في الجامعات والكليات.
توجد في الدنمارك العديد من الجامعات حيث أكبرها وأقدمها هي جامعة كوبنهاغن (تأسست 1479) وجامعة ارهوس (تأسست 1928).
أما المداس الثانوية العامة (هوي سكول) والتي هي تقليد دنماركي فقد كانت من بناء أفكار رجل الدين والسياسي والشاعر غروندفيغ في القرن التاسع عشر، وهي هياكل تعليمية غير نظامية من دون اختبارات أو درجات حيث تركز على التعلم المجتمعي واكتشاف الذات والتنوير وتعلم كيفية التفكير.

## الثقافة

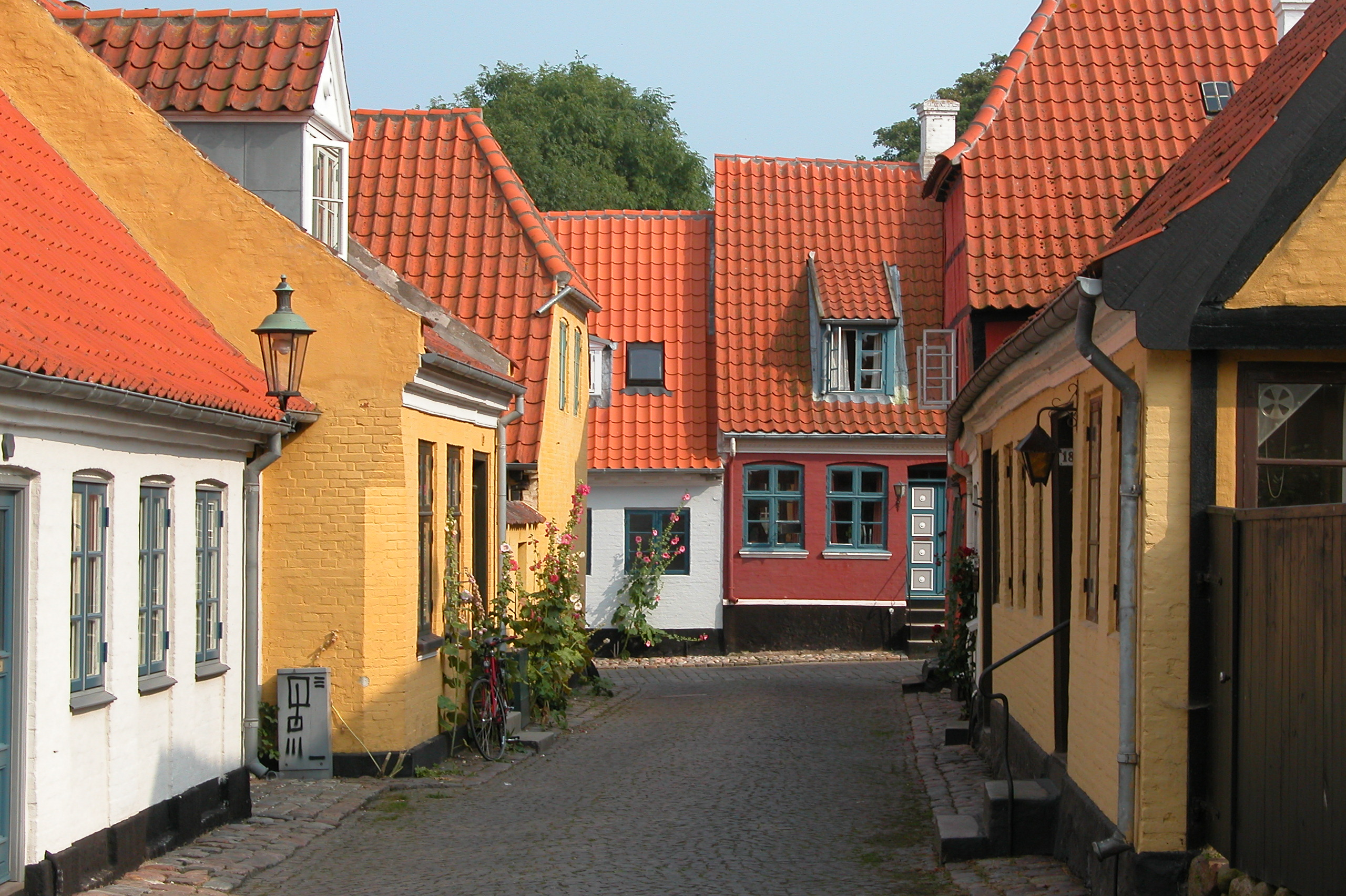
إيروسكوبينغ، قرية دنماركية تقليدية.

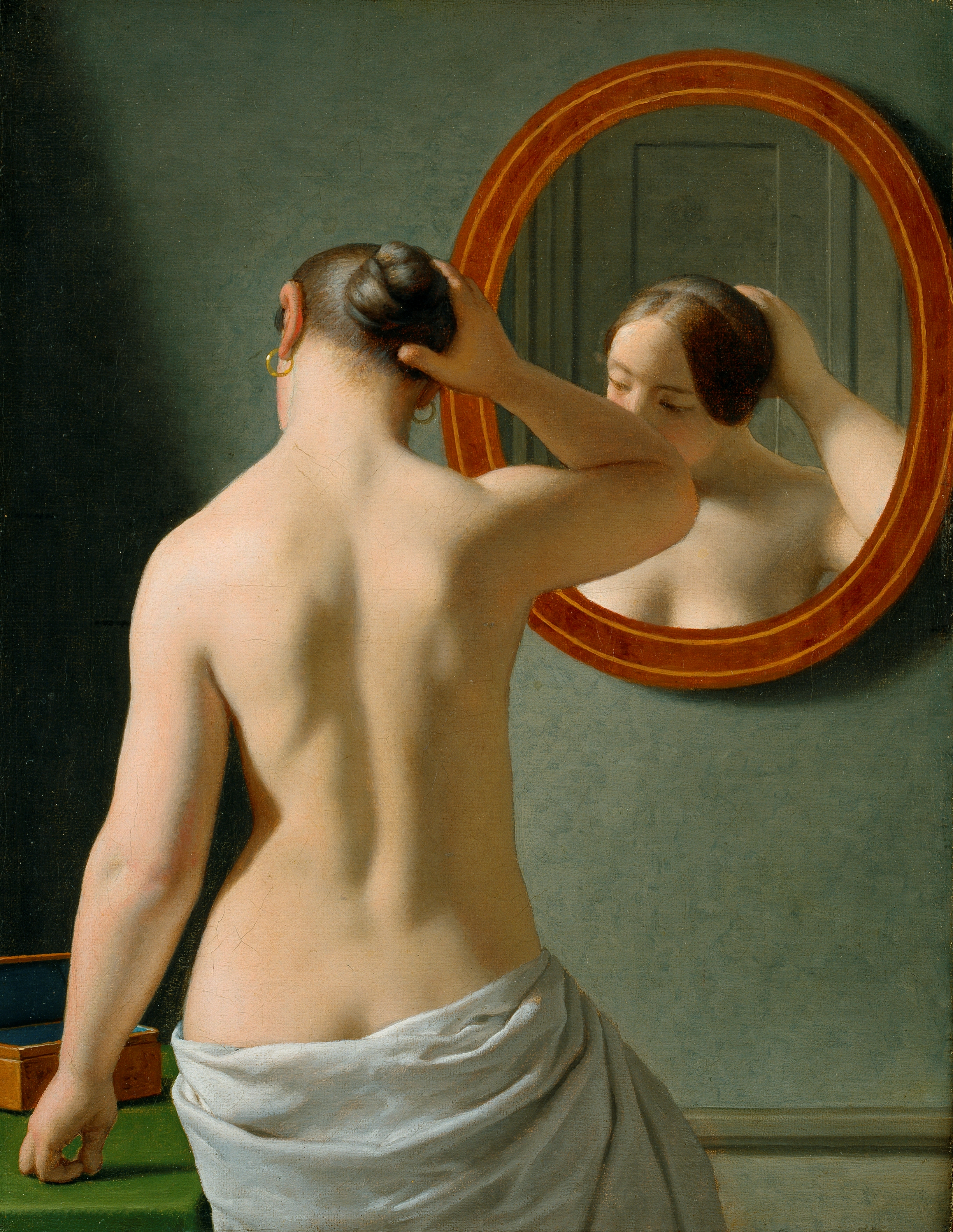
لوحة «امرأة عارية تصفف شعرها أمام المرآة»، (1841)، رسمها الرسام الدنماركي كريستوفر فيلهلم إكرسبيرج.

يشتهر هانس كريستيان أندرسن في الدنمارك وخارجها لحكاياته الخرافية، مثل ملابس الإمبراطور الجديدة وحورية البحر الصغيرة والبطة القبيحة. تشتهر أيضاً كارن بليكسن (تعرف أيضاً باسم إيزاك دينيسين) والحائز على جائزة نوبل في الأدب هنريك بونتوبيدان والحائز على جائزة نوبل في الفيزياء نيلس بور والكوميدي عازف البيانو فيكتور بورج والفيلسوف سورين كيركغور أيضاً من بين آخرين.
كوبنهاغن مقر للعديد من المواقع الشهيرة ومركز جذب سياحي، بما في ذلك حدائق تيفولي وقصر أمالينبورغ (منزل العائلة الملكية الدنماركية) وقصر كريستيانسبورج وكاتدرائية كوبنهاغن وقلعة روزنبورغ ودار الأوبرا وكنيسة فريدريك (كنيسة الرخام) ومتحف ثورفالدسنس وروندتارن ونيهافن وتمثال الحورية الصغيرة. صنفت كوبنهاغن كأفضل المدن ملاءمة للعيش في العالم من قبل مجلة مونوكل.
ثاني أكبر مدينة في الدنمارك هي آرهوس. آرهوس مدينة فايكنغ قديمة وإحدى أقدم مدن البلاد. تعد كاتدرائية المدينة أكبر كاتدرائية في الدنمارك وثاني أكبرها في أوروبا الشمالية.
تاريخياً، كانت الدنمارك شأنها شأن جيرانها الإسكندنافيين واحدة من أكثر الثقافات الاجتماعية التقدمية في العالم. على سبيل المثال، في عام 1969، كانت الدنمارك أول دولة تضفي الشرعية على المواد الإباحية. وفي عام 1989 سنت الدنمارك قانون الشراكة المسجلة، لتصبح أول دولة في العالم تمنح الزوجين من نفس الجنس تقريباً كامل حقوق ومسؤوليات الزواج التقليدي.

### السينما

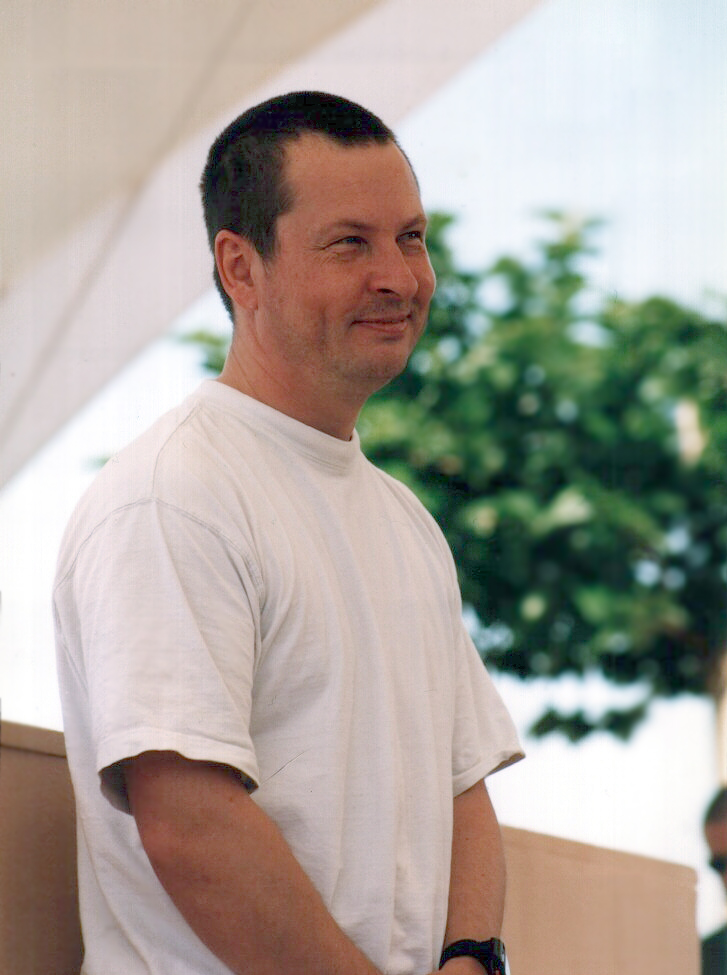
المخرج الدنماركي لارس فون ترايير.

كانت هناك ثلاث موجات كبيرة ذات أهمية دولية للسينما الدانماركية:
- الميلودراما المثيرة في عصر السينما الصامتة.
- تزايد الأفلام الجنسية الصريحة في الستينيات والسبعينات.
- حركة دوغمي 95 في أواخر التسعينات.

من بين مشاهير السينما الدانماركيين يمكن ملاحظة من يلي:
- كارل دراير (1889-1968) أحد أكثر المخرجين المشهود لهم في تاريخ السينما.
- إريك بولينغ المرشح للأوسكار عن فيلم أولسن - باندن (1968).
- غابرييل أكسل الفائز بجائزة الأوسكار عن بابيت فيست (1987).
- بيل أوغست الفائز بالأوسكار والسعفة الذهبية وغولدن غلوب عن بيل الفاتح (1987).
- لارس فون ترايير الذي رشح للأوسكار عن دانسر إن ذا دارك (2000) وهو مؤسس للدوغمي 95 وزينتروبا.
- مادس ميكلسن، ممثل دنماركي ذو شهرة عالمية، شارك في أفلام من أبرزها كازينو رويال، الفرسان الثلاثة، والفيلم الدنماركي الصيد.

من بين أنواع الأفلام ذات الشعبية المحلية هي الكوميديا الشعبية والتي نشأت في ثلاثينيات القرن الماضي واكتسبت هيمنة واسعة النطاق في الخمسينات وحتى السبعينات وعادة ما يسخر منها النقاد ويحبها الجمهور. من بين هذه الأفلام باركن مارغريت (1934) ودي روده هيسته (1950) وفار تل فاير (1953) وأولسن - باندن (1968).
منذ الثمانينات وصناعة الأفلام الدنماركية ذات أهمية في تغيير الحكومات. دربت المدرسة الوطنية للسينما في الدنمارك جيلاً جديداً من المخرجين الحائزين على جوائز. يدير معهد الأفلام الدنماركي أموال مشاريع الأفلام، لكن تركيزه على الأفلام التي تحقق تذاكرها مبيعات عالية محلياً تعرض لانتقادات لكونه ضيق الأفق وشعبي جداً وذلك لمخرجين يرغبون بالمنافسة الدولية.
في السنوات الأخيرة عانت السينما الدنماركية من أزمة الابتكار مما نجم عنه تراجع عدد الأفلام التي تصدرت شباك التذاكر، لكن الأفلام الدنماركية تستمر في الحصول على العديد من الجوائز في المهرجانات السينمائية الدولية الكبرى.

### الأدب

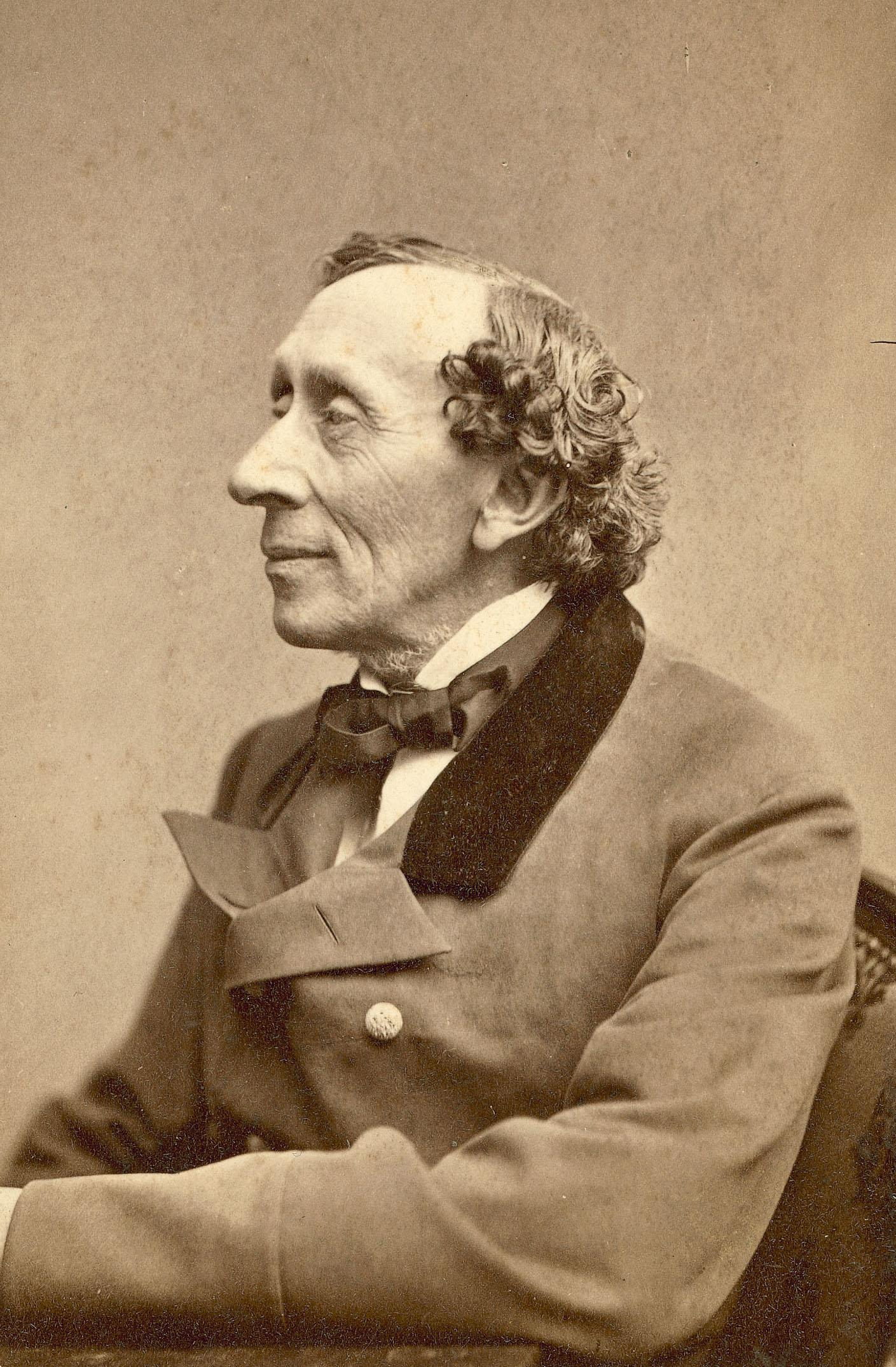
هانس كريستيان أندرسن.

أولى الأعمال الأدبية الدانمركية المعروفة هي الأساطير والقصص الشعبية من القرنين العاشر والحادي عشر. يعتبر ساكسو غراماتيكوس عادة أول كاتب دنماركي، حيث عمل لدى المطران أبسالون على قصة التاريخ الدنماركي (غيستا دانوروم). لا يعرف سوى القليل جداً عن الأدب الدنماركي في العصور الوسطى. مع عصر التنوير برز لودفيج هولدبيرغ والذي لا تزال مسرحياته الكوميدية تؤدى حتى الآن.
أثرت الرومانسية على الكاتب الشهير هانس كريستيان أندرسن المعروف بقصصه وحكاياته بينما تأثر الفيلسوف المعاصر سورين كيركغور إلى حد كبير بالوجودية. في أواخر القرن التاسع عشر كان ينظر إلى الأدب كوسيلة للتأثير على المجتمع. عرفت تلك الحركة بالاختراق الحديث، والتي تزعمها جورج برانديس وهنريك بونتوبيدان (حصل على جائزة نوبل في الأدب) وينس ياكوبسن. في التاريخ الحديث، منح يوهانس فلهلم ينسن جائزة نوبل في الأدب. تشتهر كارين بليكسن برواياتها وقصصها القصيرة. من الكتاب الدنماركيين الآخرين ذوي الأهمية غروندفيغ وغوستاف فيد ووليام هينسين ومارتن أندرسن نكسو وهانس شيرفغ وتوم كريستنسن ودان توريل وتوف ديتلفسن واينغر كريستنسن وبيتر هويغ.

### الرياضة
أكثر الرياضات شعبية في الدنمارك هي كرة القدم. بينما تمتلك الرياضات المائية شعبية وكذلك الغولف والتنس وركوب الدراجات ورياضات الأماكن المغلقة مثل الريشة وكرة اليد ومختلف أشكال الجمباز. هناك أيضاً مجموعة صغيرة من الأشخاص الذين يمارسون رياضات السيارات وحققوا بعض النجاح. أنجح سائق في سباق 24 ساعة لومان على الإطلاق هو توم كريستنسن حيث احتل المركز الأول في المسابقة ثمانية مرات. حصدت الدنمارك بطولة العالم عدة مرات في سباقات الدراجات النارية.

كارولين فوزنياكي.

من بين الرياضيين الدانماركيين البارزين في كرة القدم الأمريكية في دوري كرة القدم الأمريكية الهداف مورتن أندرسن. أيضاً بيورن دونكيربك بطل العالم في ركوب الأمواج؛ والبحارة يسبر بانك وبول إلفستروم الذي يعد أحد أربعة فقط حصدوا أربع ميداليات ذهبية فردية أولمبية متتالية. من بين راكبي الدراجات يذكر بيارني ريس الفائز ببطولة تور دو فرانس للدراجات 1996، ورولف سورينسن الذي فاز بـ 53 بطولة ويسبر سكيبي وبريان هولم وأول ريتر وهنريك ديرنيس ومايكل راسموسن. أما في سباقات الدراجات النارية فيعتد بالدراجين أول أولسن ونيكي بيدرسن وإريك جوندرسون؛ ومن لاعبي البدمينتون مورتن فروست وإرلاند كوبس وبيتر غادي وبول ايريك هوير لارسن وفليمنغ ديلفس وكاميلا مارتن ولين كوبن؛ اشتهر في تنس الطاولة مايكل ميز وفي كرة اليد انيا اندرسون ومن مشاهير البوكر جوس هانسن وبيتر إيستجيت ومن بين المتزلجين يولي ويندل لوندهولت. أما في كرة القدم فاشتهر الأخوان مايكل وبراين لاودروب وبريبن إلكيير لارسن الفائز بدوري الدرجة الأولى الإيطالي 1984-1985 مع نادي هيلاس فيرونا في بطولته الأولى والوحيدة، أيضاً ألان سيمونسن الحائز على الكرة الذهبية 1977 ويوني هانسن الفائز بدوري أبطال أوروبا عام 1975 و1974 و1976 مع نادي بايرن ميونيخ وبيتر شمايكل الفائز بالثلاثية عام 1999 مع مانشستر يونايتد. على صعيد سباقات المضمار يبرز ويلسون كيبكيتير الذي سجل رقم قياسياً في سباق 800 متر للرجال حتى 22 أغسطس 2010،  ولاعبة التنس كارولين فوزنياكي والتي تصدرت في 11 أكتوبر 2010 ترتيب الفردي في رابطة محترفات التنس. الدنمارك أيضاً منزل ومسقط رأس بطل العالم السابق للملاكمة للوزن المتوسط ميكيل كيسلر وتوماس بيورن لاعب الغولف الذي فاز بعدة بطولات دولية.
في عام 1992، فاز المنتخب الوطني لكرة القدم ببطولة كأس الأمم الأوروبية. أنهى المنتخب التصفيات في المركز الثاني في مجموعته خلف يوغوسلافيا حيث فشل في التأهل لنهائي البطولة. لكنهم كسبوا مقعدهم في البطولة في آخر لحظة عندما منعت الأندية اليوغوسلافية والمنتخب الوطني من جميع المسابقات الدولية والقارية بسبب الحروب اليوغوسلافية الجارية. فازت الدنمارك في المباراة النهائية على حامل لقب كأس العالم 1990 ألمانيا بهدفين مقابل لا شيء من توقيع جون ينسن وكيم فيلفورت.
تمارس أيضاً عدد من الألعاب الرياضية الصغيرة في الدنمارك. على سبيل المثال تشتهر بطولة كرة القدم الأسترالية الدنماركية بكونها أكبر بطولة من نوعها خارج العالم الناطق باللغة الإنجليزية. احتل المنتخب الوطني - الفايكنج الدنماركي - المركز الثاني في أول بطولة أوروبية في تلك المسابقة حيث خسروا المباراة النهائية أمام أيرلندا، استضافت الدنمارك البطولة بمشاركة السويد.

### الموسيقى
كانت الدنمرك منذ فترة طويلة مركزاً للإبداع الثقافي. كما تمتلك كوبنهاغن وجزرها العديدة مجموعة واسعة من التقاليد الشعبية. بينما تعد الأوركسترا الملكية الدنماركية من بين أقدمها في العالم. كان كارل نيلسن مع سمفونياته الشهيرة أول ملحن دنماركي يحصل على اعتراف دولي. بينما ساهمت صناعة التسجيلات الكبيرة في إنتاج نجوم البوب ومجموعة من الفنانين في الأصناف الموسيقية الأخرى. لكن عدداً قليلاً منهم نال الشهرة الدولية. لارس أولريك عضو فرقة ميتاليكا من الدنمارك، بالإضافة إلى د-ا-د وفولبيت وميرسيفول فيت وكينغ دياموند وغوديبال وويغفيلد ومايكل ليرنز تو روك وألفابيت وإنفيرنال وفرقة البوب أكوا من التسعينات وفرقتا الألتيرنتيف روك كشمير وميو. في السنوات الأخيرة، حقق رون آر كي أفضل مبيعات دنماركية خارج البلاد عبر آي تيونز  من خلال أغنية كالابريا.

### الإعلام
يهيمن على وسائل الإعلام الدنماركية عدد قليل من كبار الشركات. تتقاسم ج.ب/ بوليتيكنز هوس وبيرلنغسكه ميديا السيطرة على وسائل الإعلام المطبوعة من خلال أكبر الصحف بوليتيكن وبيرلنغسكه تيدندي ويولاندس بوستن والمجلات من أمثال بي تي وإكسترابلادت. أما في مجال التلفاز فتتمتع محطتا دي آر وتي في 2 بنسبة مشاهدة كبيرة. أما في مجال الإذاعة فإن دي آر تحتكرها حيث تبث حالياً على القنوات الأربع المتاحة على الصعيد الوطني على موجة اف ام لا ينافسها إلا المحطات المحلية. تتزايد نسبة الدنماركيين المتجهين للإنترنت بحثاً عن التسلية والأخبار، وهنا أيضاً تهيمن الصحف ومحطات التلفزيون.

### المطبخ

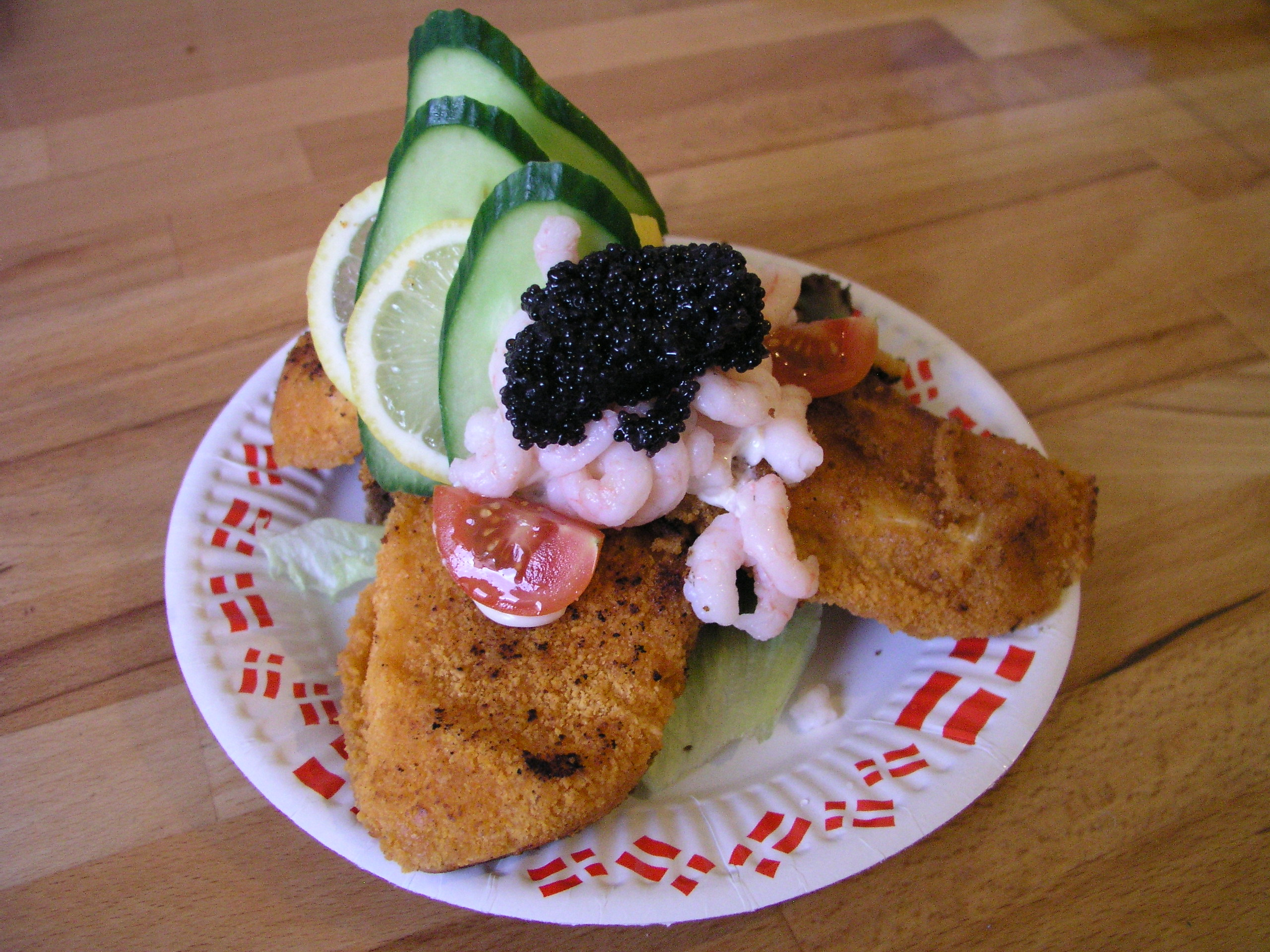
شطيرة دنماركية (سموربرود) على خبز الجاودار

المطبخ الدنماركي شأنه في ذلك شأن بلدان الشمال الأوروبي الأخرى وشمال ألمانيا، يتكون أساساً من اللحوم والأسماك. يعود هذا إلى الماضي الزراعي للبلاد، فضلا عن الجغرافيا والمناخ حيث الشتاء الطويل البارد.
يشمل الغذاء الدنماركي مجموعة متنوعة من شطائر خبز الجاودار (روغبرود) أو سموربرود والتي تقدم تقليدياً في وجبة الغداء أو الفروكوست. يشمل الفروكوست العادي 2-6 سموربرود جرى تحضيرها خلال الإفطار وتحفظ في علبة الغداء. أما الفاخر منه عادة ما يبدأ بالأسماك مثل الرنجة المملحة أو ثعبان البحر المدخن أو سمك موسى المقلي الساخن. ثم تأتي السندويشات اللحوم مثل لحم البقر المشوي مع صلصة الريمولاد الباردة والبصل المقلي أو لحم الخنزير المشوي مع الملفوف الأحمر أو الأنواط لحم العجل الساخنة وكرات اللحم الدنماركية أو بات الكبد مع لحم الخنزير المقدد والفطر.
من بين المأكولات الدنماركية التقليدية سول على غودهيم وتعني حرفياً «الشمس على بيت الرب» (غودهيم هي مدينة في بورنهولم تكثر فيها الرنجة حيث تصطاد وتدخن)، وتتألف من الرنجة المدخنة والثوم مع صفار البيض «الشمس» عليها. أو ديرليغينز من بات الكبد واللحم المقدد والبصل والكونسوميه الهلامية. وأخيراً يقدم مع الجبن البسكويت والمكسرات والفجل أو العنب. من المشروبات المفضلة مع الفروكوست بيرة اللاغر مع أقداح صغيرة من الأكوافيت.

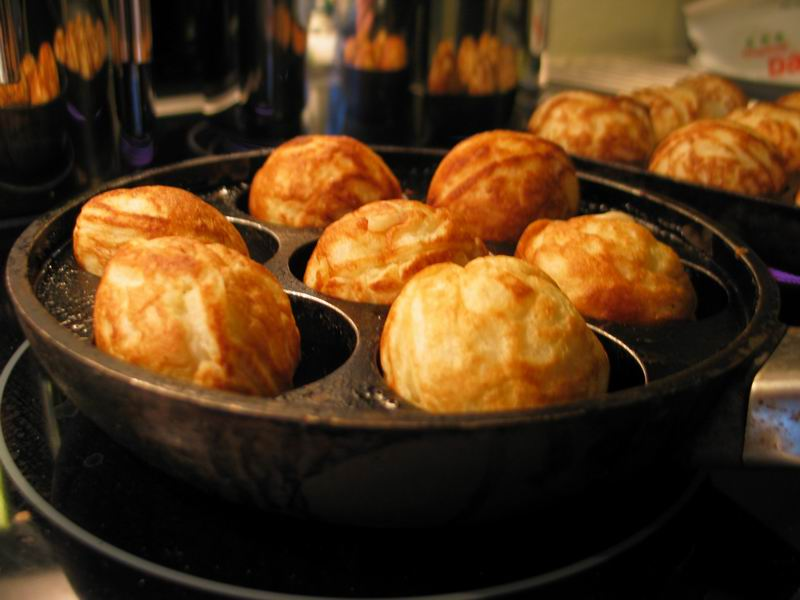
إبلسكيفر، ضرب من الحلويات الدنماركية.

يطلق على الوجبة الرئيسية ميدداغ وتقدم عادة في المساء. تتألف عادة من اللحوم (لحوم الخنزير أو لحم البقر أو لحم الضأن أو السمك) مع المرق ومصدر للنشاء (كربوهيدرات غير سكرية) مثل البطاطا المسلوقة أو الأرز أو المعكرونة، يضاف على ذلك أحياناً السلطة أو الملفوف. قد يعقب ذلك حلوى مثل المثلجات أو موس أو رودغرود. قد تكون مسبوقة بحساء أو عصيدة ساخنة.
من أطباق اللحوم الشعبية شريحة لحم الخنزير مع الجلد المقرمش (فريكاديلير) (لحم الخنزير المقلي وكرات لحم العجل)، وفطائر اللحم المقلية المصنوعة من لحم البقر المفروم، ولحم خاصرة البقر، و«مليون لحوم البقر» (لحم البقر المفروم في المرق)، وكاربونادر/ كريبينتر (لحم مفروم مخبوز ومقلي، عادة لحم الخنزير)، وغيرها من أطباق اللحوم المشوية. من بين أطباق اللحوم والنشويات السباغيتي ألا بولونيزي وغيرها.
تستهلك الأسماك عادة بشكل أكبر على الساحل الغربي من يولاند حيث يعتبر الصيد صناعة رئيسية. أطباق السمك المدخن (الرنجة الماكريل وثعبان البحر) من متاجر التدخين المحلية (روغيريير) ولا سيما في جزيرة بورنهولم تحظى بشعبية متزايدة.
في السنوات الأخيرة لعبت مطاعم كوبنهاغن مثل نوما وجيرانيوم وام آر دوراً هاماً في إعادة اختراع المطبخ الدنماركي والشمالي، مما يجعل من كوبنهاغن مركزاً لتذوق الطعام الشمالي.